# COVID-19
La COVID-19 (o covid-19), també coneguda com a malaltia respiratòria causada per SARS-CoV-2, és una malaltia infecciosa causada pel SARS-CoV-2, un virus estretament relacionat amb el SARS-CoV però amb una capacitat de disseminació mundial molt més alta que la pandèmia que aquest provocà entre els anys 2002 i 2003. El primer cas es va identificar a Wuhan, Xina, el desembre de 2019; donant lloc al brot de coronavirus 2019-2020.
Inicialment, la malaltia es pot presentar asimptomàtica o amb pocs símptomes, o pot aparèixer febre, tos seca o amb producció d'esputs, sensació de falta d'aire, afectació de l'olfacte, dolor als músculs, cansament. També s'han notificat símptomes gastrointestinals com la diarrea. Tot i que la majoria dels casos són lleus, amb un empitjorament pot aparèixer una pneumònia, síndrome del destret respiratori, una síndrome d'alliberament de citocines, una disfunció multiorgànica i la mort. A 8 maig 2022, s'han produït, aproximadament, 6.250.000 morts confirmades i 517.116.000 casos confirmats (habitualment no es tenen en compte les morts o els casos sospitats però no confirmats amb anàlisis). Cal tenir present que les recomanacions de l'OMS sobre els certificats de defunció relacionats amb la COVID-19 s'han modificat diverses vegades durant el curs de la pandèmia i això ha fet rectificar el còmput de morts de molts dels seus estats membres.
S'ha observat afectació a més llarg termini en els òrgans (en particular els pulmons i el cor), i hi ha un nombre significatiu de pacients que recuperats de la fase aguda de la malaltia, continuen experimentant una sèrie d'efectes en el que s'ha vingut a anomenar COVID persistent.
El SARS-CoV-2 s'estén per diversos mitjans, principalment per la saliva i altres fluids i secrecions corporals. La saliva i els fluids respiratoris poden formar petites gotes i aerosols, que es poden escampar a mesura que una persona infectada respira, tus, esternuda, canta o parla. El virus també es pot propagar per contacte directe i es desconeix la freqüència amb què es propaga per fòmits (superfícies contaminades). La ruta de transmissió exacta poques vegades es demostra de manera concloent, però la infecció es produeix principalment quan les persones estan pròximes les unes a les altres durant el temps suficient, cosa que es coneix com a "contacte estret". Es pot propagar tan sols dos dies abans que les persones infectades presentin símptomes (presimptomàtiques) i també a través d'individus asimptomàtics. Els resultats d'una revisió sistemàtica i metanàlisi, efectuada a partir de les dades que figuren en 28 treballs científics, indiquen que almenys una quarta part de les infeccions pel SARS-CoV-2 cursa sense símptomes apreciables.
La transmissió es pot limitar amb una bona higiene que inclou la rentada de mans freqüent i correcta, mantenir-se a distància de les altres persones i no tocar-se la cara (després de possible contaminació).
L'Organització Mundial de la Salut (OMS) i els centres nord-americans per al control de malalties (CDC) recomanen que les persones que se sospiten portadores del virus portin una màscara quirúrgica i que sol·licitin assessorament mèdic trucant un metge en lloc de visitar directament a una clínica. S'han desenvolupat diverses vacunes i diversos països han iniciat campanyes de vacunació massiva.
No hi ha tractaments antivirals específics per la COVID-19. Es fan mesures de suport, aïllament, tractaments experimentals i cures pal·liatives en els pacients terminals.
L'OMS considerà que el brot de coronavirus 2019-2020 era una emergència sanitària de preocupació internacional (PHEIC) el 30 de gener de 2020. A partir del 7 de març de 2020, hi havia proves de transmissió local de la malaltia a diversos països de les sis regions de l'OMS. L'11 de març del 2020, l'OMS va declarar que el brot era una pandèmia. A Espanya, el Consell de ministres del dia 14 de març aprova l'estat d'alarma i decreta mesures per frenar el contagi, previstes inicialment per a una durada de dues setmanes, que es perllongarien. I totes els competències de les comunitats autònomes queden supeditades als ministeris de l’Interior, Defensa, Sanitat i Transports.

## Terminologia
L'Organització Mundial de la Salut va anunciar l'11 de febrer de 2020 que "COVID-19" seria el nom oficial de la malaltia. El president de l'Organització Mundial de la Salut Tedros Adhanom Ghebreyesus va dir que "co" significa "corona", "vi" per "virus" i "d" per "malaltia" (de l'anglès disease), mentre que "19" es refereix a l'any, ja que el brot va ser identificat per primera vegada el 31 de desembre de 2019. Tedros va dir que s'havia escollit el nom per evitar referències a una ubicació geogràfica específica (és a dir, la Xina), espècies d'animals o grup de persones d'acord amb les recomanacions internacionals destinades a prevenir l'estigmatització.

## Signes i símptomes
| Símptoma                | %      | %      |
| ----------------------- | ------ | ------ |
| Febre                   | 87,9   | 78     |
| Tos seca                | 67,7   | 58     |
| Fatiga                  | 38,1   | 31     |
| Producció d'esput       | 33.4   | 25     |
| Hipoòsmia/anòsmia       | 15-30  | 25     |
| Dificultat per respirar | 18,6   | 23     |
| Miàlgia o artràlgia     | 14,8   | 17, 11 |
| Mal de gola             | 13,9   | 12     |
| Mal de cap              | 13,6   | 13     |
| Calfreds                | 11,4   | 18     |
| Nàusees o vòmits        | 5,0    | 6, 4   |
| Congestió nasal         | 4,8    | 5      |
| Diarrea                 | 3,7-31 | 10     |
| Hemoptisi               | 0,9    | 2      |
| Congestió conjuntival   | 0,8    | 2      |
| Confusió                |        | 11     |
| Sibilàncies             |        | 17     |
| Hipogèusia              |        | 4      |

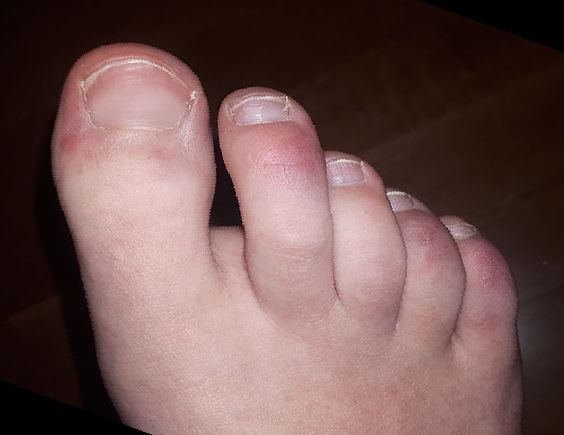
Lesions als dits semblants a penellons, apareix, sobretot, en nens i adolescents sense símptomes o símptomes lleus.

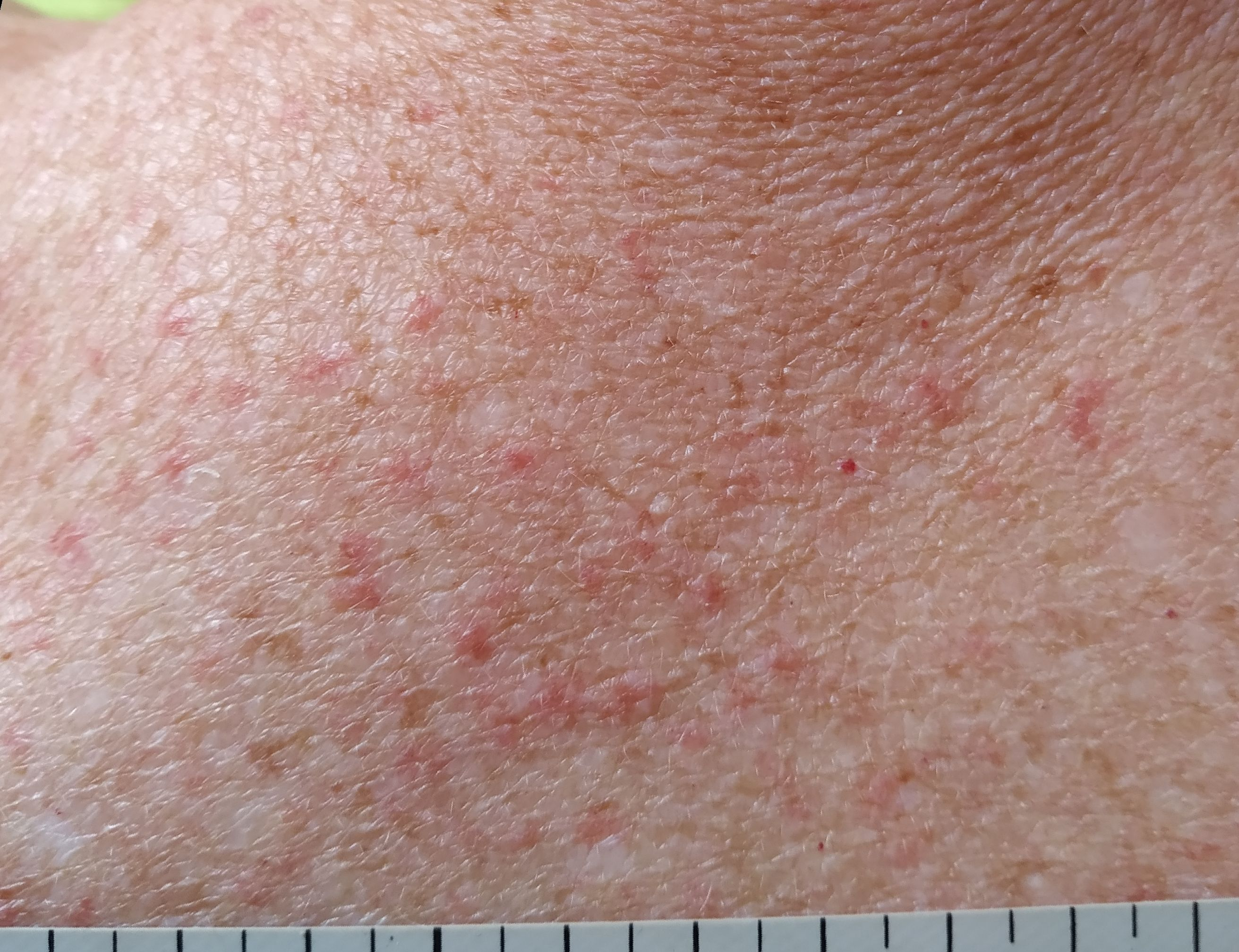
Exantema pruïginós en un cas de COVID-19. Dona de 61 anys. S'observen petites màcules eritematoses.

Els infectats poden ser asimptomàtics o desenvolupar símptomes.
La febre és el símptoma més comú, però és molt variable en intensitat i presentació, amb algunes persones grans, immunocompromeses o amb malalties crítiques poden no tenir gens de febre. En un estudi, només el 44% de les persones tenien febre quan van presentar-se a l'hospital, mentre que el 89% va passar a presentar febre en algun moment de la seva hospitalització. Així, la manca de febre no vol dir que algú no estigui malalt. Una temperatura corporal molt alta (pirèxia) durant el curs de la infecció és un indicador pronòstic de la gravetat del procés.
Altres símptomes inclouen la tos, la fatiga, les cefalees, els dolors musculars i articulars o la sensació de falta d'aire. Símptomes respiratoris superiors (per exemple, esternuts, goteig nasal, mal de gola) són menys freqüents.
La febre i els problemes respiratoris solen aparèixer més tard tant en persones grans com en algunes persones amb altres malalties. La sensació de falta d'aire sol desenvolupar-se diversos dies després dels símptomes inicials, així la sensació de falta d'aire que comença immediatament i juntament amb febre i tos és més probable que sigui deguda a l'ansietat que a COVID.
S'han observat símptomes com nàusees, vòmits i diarrea en diversos percentatges, i que poden aparèixer abans de la febre i els símptomes respiratoris. Molt rarament pot aparèixer hematoquèzia o la intussuscepció en certs casos infantils.
Alguns casos a la Xina presentaven inicialment només amb dolor al pit i palpitacions.
La disminució o pèrdua del sentit de l'olfacte (i, menys, la alteració del sentit del gust) són símptomes habituals entre els que presenten un quadre lleu de la malaltia; tot i que la seva freqüència no és tan alta com es va informar inicialment.
A més, aquest tipus de problemes apareixen sovint en casos d'infeccions virals que danyen l'epiteli olfactori. Segons un estudi de la Universitat Harvard, la causa de l'anòsmia en els malalts de COVID-19 no és l'afectació directa de les neurones sensorials olfactòries pel virus -ja que no expressen la proteïna ECA2-, sinó el dany que provoca en les seves cèl·lules glials de suport. Tres de cada quatre pacients amb COVID-19 presenten una millora del dèficit olfactiu al mes del diagnòstic. Aquest fet suggereix que l'existència de fenòmens inflamatoris locals provocats pel SARS-Cov-2 és la responsable de la pèrdua de funció dels receptors cel·lulars perifèrics de l'olfacte i del gust, en comptes d'una lesió permanent del neuroepiteli olfactiu. També s'han descrit diversos tipus de lesions a la pell: exantemes pruriginosos i petequials, urticariformes, maculopapuloses o amb vesícules, purpúriques, acrals (com pseudopenellons, encara que l'aparició d'aquests peculiars canvis inflamatoris en el context de la COVID-19 podria no estar produïda pel virus i ser simplement un epifenòmen) i livedo reticular. Les lesions amb aspecte de penelló s'observaren sobretot en les primeres fases de la pandèmia i menys quan la variant Delta va substituir a les inicials com a font principal de la infecció. Es creu que formen part dels efectes secundaris produïts en la microvasculatura superficial de la pell per l'activació del sistema immunitari contra el virus. Una característica particular que s'ha observat en molts pacients ingressats per la malaltia és el desenvolupament d'alopècia androgènica, la qual es considerada un indicador de la seva gravetat.
Molt rarament, una conjuntivitis o una queratoconjuntivitis és la primera manifestació de la COVID-19. Escasses vegades, en el decurs de la malaltia pot aparèixer una uveïtis anterior secundària a una síndrome inflamatòria multisistèmica no pediàtrica. Tot i que el SARS-CoV-2 està present en les llàgrimes, les probabilitats de transmissió del virus per aquesta via són baixes.
Sembla que en els nens la malaltia evoluciona millor que en els adults, ja que els símptomes solen ser més lleus, però encara falta una evidència suficient.
Les dones embarassades tenen un risc particular d'infecció greu, basat en les dades sobre complicacions obstètriques de gestants amb processos virals similars, com SARS i MERS, però no hi ha dades concloents sobre com afecta la COVID-19 el curs de l'embaràs. Se sap, però, que pot produir polihidràmnios i edema cutani transitoris en el fetus i que les gestants greument afectades tenen un especial risc de preeclàmpsia i part preterme. Amb el propòsit de millorar la seva taxa de supervivència i la dels nadons durant aquesta pandèmia, l'Associació Internacional de Malalties Infeccioses en Obstetrícia i Ginecologia recomana fer un seguiment estricte del curs de l'embaràs i que tant les pacients com els treballadors de la salut observin en tot moment les oportunes mesures de precaució. Els resultats de l'anàlisi de les placentes d'una petita cohort de mares infectades pel virus varen indicar una major prevalença d'arteriopatia decidual i altres característiques pròpies de la malperfusió vascular materna que l'existent en les placentes de control d'una sèrie anterior a la pandèmia, un patró de lesió placentària demostratiu d'anomalies en l'oxigenació de l'espai intervellositari coriònic associades generalment a problemes perinatals. (Vegeu també COVID-19 a l'embaràs). La malaltia causa alteracions menstruals significatives, tot i que reversibles, juntament amb lleus canvis en el equilibri hormonal i una discreta reducció dels oòcits ovàrics.
Tal com passa amb les infeccions, hi ha un retard entre el moment en què una persona es contagia per primera vegada i el moment en què desenvolupa símptomes, és el que s'anomena període d'incubació. Aquest període oscil·la, habitualment, entre 1 i 14 dies amb un període mitjà d'incubació aproximat de 5 a 6 dies segons l'Organització Mundial de la Salut. És similar al de la SARS. Hi ha casos, especialment els infantils, que poden tenir un període d'incubació més llarg. El 90-95% de les persones, però, presenten un període d'incubació de menys de dues setmanes.
Algunes persones infectades pel virus no refereixen presentar cap símptoma, i podrien representar un volum important dels infectats (40-45%). Aquests portadors asimptomàtics no solen fer-se proves i poden propagar la malaltia. Altres persones infectades desenvoluparan símptomes més tard (individus anomenats pre-simptomàtics) o presentaran símptomes molt lleus i també poden propagar el virus.

### Complicacions
En alguns pacients, es poden afectar els pulmons causant una pneumònia vírica que cursa amb dificultat per respirar, i com tota pneumònia vírica, pot presentar una sobreinfecció bacteriana o, ocasionalment, fúngica. En casos d'especial gravetat, el dany pulmonar pot avançar ràpidament cap a una síndrome del destret respiratori agut (SDRA), possiblement precipitada per una síndrome d'alliberament de citocines, que causa a través de la via del sistema renina-angiotensina una insuficiència respiratòria, xoc sèptic, un patró procoagulatiu singular que difereix analíticament del produït per la sèpsia i una disfunció multiorgànica.
Poden produir-se trastorns de coagulació, que comporten un augment del temps de protrombina, de la concentració de fibrinògen i dímer-D i trombocitopènia. S'han descrit en un 20–55% dels ingressats a l'hospital amb la COVID-19 i són un signe de mal pronòstic. Es creu que aquests trastorns estan produïts per fenòmens de reactivitat creuada, relacionats amb l'empremta immunològica individual preexistent a la malaltia com a conseqüència d'infeccions anteriors d'una altra etiologia microbiana.
Inusualment, tant en adults com en nens, apareix una púrpura de Schönlein-Henoch (vasculitis per IgA) desencadenada per la malaltia.
Les complicacions cardiovasculars poden incloure insuficiència cardíaca, arrítmies, miocardiopaties (entre aquestes la síndrome de takotsubo (desenvolupada de vegades en el context d'un tamponament), o formació de coàguls. S'han observat en un grup de pacients de mitjana edat, convalescents de COVID-19 i sense afeccions del cor prèvies, anomalies morfològiques i funcionals del ventricle esquerre independents de la gravetat de la infecció. Ara per ara, es desconeix si són transitòries o si poden evolucionar cap a una insuficiència cardíaca permanent. Segons indica un estudi retrospectiu realitzat per cardiòlegs de l'Estat espanyol, la fibril·lació auricular es presenta en el 10% dels malalts hospitalitzats per COVID-19, els quals tenen més comorbiditats i el doble de possibilitats de morir que els qui no la sofreixen.
La funció renal anormal es va veure en el 50% dels ingressats a Wuhan, mentre que només un 4% tenia antecedents de problemes renals, segons la informació aportada pels especialistes xinesos. Rarament pot presentar-se una rabdomiòlisi (dany generalitzat de les fibres musculars) De vegades, la rabdomiòlisi forma part de les manifestacions inicials de la COVID-19, si bé també apareix com a complicació tardana en malalts hospitalitzats. En alguns casos és simplement l'expressió d'una miositis vírica induïda pel SARS-Cov-2 i no genera alteracions renals d'importància. Un 36,6% dels malalts ingressats amb COVID-19 en diversos hospitals novaiorquesos entre l'u de març i el cinc d'abril de 2020 presentà algun grau d'insuficiència renal aguda i més d'una tercera part d'ells va morir. Segons les evidències, el virus danya directament els podòcits i les cèl·lules epitelials dels túbuls proximals dels ronyons. S'ha descrit el desenvolupament de necrosi papil·lar aguda relacionat amb la infecció. En algun pacient amb la malaltia ha estat registrada l'aparició conjunta d'una glomerulonefritis ràpidament progressiva associada a ANCA i d'una síndrome antifosfolipídica, desencadenades per les anomalies de l'estat immunitari que provoca el virus.
Les lesions hepàtiques se solen veure en casos greus, tant com a conseqüència del dany en els hepatòcits provocat directament pel SARS-CoV-2 com per l'hepatotoxicitat d'alguns dels fàrmacs emprats per tractar la malaltia. Entre el 14 i el 53% de les persones infectades pel SARS-CoV-2 presenten algun tipus de disfunció hepàtica de major o menor intensitat, amb un patró histològic molt divers. Alguns autors relacionen, almenys en part, l'afectació del fetge en la COVID-19 amb el considerable nivell d'expressió en els colangiòcits (les cèl·lules epitelials que recobreixen l'interior de les vies biliars) dels receptors ECA-2.
Les complicacions neurològiques que apareixen en el curs de la malaltia són molt diverses (des de la cefalea a més greus). Un alt percentatge de les persones hospitalitzades a conseqüència de la COVID-19 presenta simptomatologia neurològica, més o menys important, i quasi una tercera part d'elles algun grau d'encefalopatia. L'alliberament massiu de determinades citocines induït sovint per la malaltia pot comportar canvis desmielinitzants, tant en el sistema nerviós central com en el perifèric. S'han notificat casos de convulsions, deliris, crisis comicials, ictus (fins i tot en nens sense cap patologia preexistent), mielitis transversa, encefalitis vírica aguda, encefalitis parainfecciosa (sense evidència del virus en el líquid cefalorraquidi) i síndrome de Guillain-Barré. Aquesta síndrome pot ser causa, en alguns malalts, de tetraplegia i disautonomia o evolucionar eventualment de forma fatal. Es creu que la afectació del SNC pel virus a través de la làmina cribrosa de l'etmoide, que forma part del sostre de les cavitats nasals, o de qualsevol altra via d'entrada pot causar un edema cerebral capaç de provocar la mort, inclús molt abans que aparegui una desregulació significativa de l'homeòstasi sistèmica. Molt probablement, la disrupció de la barrera hematoencefàlica conseqüent a la resposta inflamatòria aguda originada pel SARS-CoV-2 és un factor implicat en l'accés d'aquest al SNC per via hematògena. En determinats pacients l'única simptomatologia provocada per la infecció és de tipus neurològic. Entre els que han sofert hemorràgies al SNC s'han observat grans diferències clíniques i patrons de presentació atípics. La capacitat neuroinvasiva del SARS-CoV-2 podria ser parcialment responsable del fracàs respiratori agut que presenten alguns dels malalts amb COVID-19, al causar una hipòxia d'origen central després de penetrar en el cervell mitjançant la via del nervi olfactori.
Neuroradiòlegs francesos han observat en ressonàncies magnètiques de pacients crítics la presència de nòduls hiperintensos a la màcula ocular, els quals podrien comportar importants anomalies visuals.
Els símptomes d'emergència en els malalts infectats inclouen dificultat per respirar, dolor o pressió persistent al tòrax, confusió, dificultat de despertar-los i cara o llavis blavosos. Si apareixen aquests símptomes i signes, es recomana atenció mèdica immediata.
Un 5% dels pacients xinesos van ser ingressats en unitats de cures intensives, un 2,3% van necessitar ventilació mecànica i un 1,4% van morir.
El 14 de maig de 2020, la taxa global de morts per nombre de casos diagnosticats era del 3,4%; oscil·lant entre el 0,2% i el 14,8% segons el grup d'edat i comorbiditats. En comparació, la taxa de mortalitat de la pandèmia de grip de 1918 va ser d'aproximadament del 3% al 5%. Fora d'això i malgrat el temps transcorregut, bona part de les situacions creades per ambdues pandèmies són molt similars. L'1 d'octubre de 2021, els tres països amb més morts per COVID-19 eren els EUA, el Brasil i l'Índia.
Després de la infecció, els nens i els adolescents poden desenvolupar infreqüentment una síndrome inflamatòria multisistèmica pediàtrica, que té símptomes similars a la malaltia de Kawasaki, i morir. L'associació entre la malaltia de Kawasaki i infecció pediàtrica per altres tipus de coronavirus -com el HCoVNH, per exemple- ja havia estat motiu d'estudi en petits grups de pacients abans de la pandèmia de COVID-19, encara que les evidències obtingudes aleshores no van ser prou concloents. Una hipòtesi que podria explicar perquè la síndrome inflamatòria multisistèmica pediàtrica apareix només en determinats individus en ser infectats pel SARS-CoV-2 i en altres no, seria l'existència en els primers d'una susceptibilitat genètica ocasionada per anomalies en l'expressió dels receptors ECA2.
S'han descrit diversos casos d'aparició de tiroïditis subaguda en individus amb la malaltia.

### Seqüeles
S'ha observat un dany a més llarg termini en diversos òrgans (en particular, els pulmons, els ronyons i el cor). Un nombre significatiu de pacients recuperats de la fase aguda de la malaltia continuen patint una sèrie d'alteracions de durada variable, incloent fatiga severa, debilitat muscular, dolor persistent sense afectació orgànica demostrada, immunodepressió i vulnerabilitat a altres infeccions, problemes cognitius (com pèrdua de memòria i concentració), trastorns del son, fenòmens trombòtics, síndrome post-cures intensives amb deteriorament del sistema osteoarticular, febrícula, proteïnúria i dispnea. En conjunt conformen la síndrome post-COVID, una condició que disminueix molt la qualitat de vida dels pacients després de rebre l'alta hospitalària. Diversos factors biològics personals influeixen en el nombre i gravetat de les seqüeles derivades de la COVID-19, com ara els òrgans que predominantment han estat afectats, la presència de reservoris del SARS-CoV-2 a determinats teixits o la reactivació de patògens neurotròpics.
Segons un estudi irlandès la fatiga és la seqüela més comuna en els individus que han superat la COVID-19, amb independència de la gravetat de la infecció inicial, sent major el risc de sofrir-la si tenen antecedents de trastorns de l'estat d'ànim. La fatiga postinfecciosa ja s'havia descrit en subjectes que patiren SARS o MERS i també és un fenomen propi de la febre Q, la mononucleosi infecciosa o diverses rickettiosis, per exemple. Una explicació probable de la fatiga crònica en persones sense disfunció cardíaca, pulmonar o renal concomitant i que han patit la COVID-19 seria un estat permanent de neuroinflamació de baix grau generat pel SARS-CoV-2. S'ha estimat que un 15% dels infectats presenten, mesos després de superar la malaltia, importants disfuncions audio-vestibulars com ara tinnitus, vertígens o problemes d'audició. Per ara, s'han descrit pocs casos de sordesa neurosensorial sobtada irreversible subsegüent a la COVID-19. Es creu possible el fet que, en alguns pacients, la infecció perllongada pel SARS-CoV-2 sigui un factor desencadenant de trastorns autoimmunitaris o degeneratius crònics del SNC.
Molts dels que han superat la fase aguda de la malaltia refereixen experimentar de manera més o menys perllongada un conjunt d'anomalies neurocognitives causant d'un grau variable de confusió mental, que rep col·loquialment el nom de "boira cerebral". També els infectats asimptomàtics o que han presentat una simptomatologia lleu sofreixen una disminució significativa de la capacitat de vigilància ràpida durant l'execució de tasques i pèrdua de la memòria episòdica, problemes que acostumen a desaparèixer després d'uns 6-9 mesos.
La COVID-19 s'associa amb el desenvolupament de lesions cardíaques, tant de novo com d'agreujament de les ja existents abans de la infecció, en un nombre significatiu de persones -inclús sense que aquestes hagin tingut un curs d'especial gravetat- després de recuperar-se de la malaltia. En la fase inicial postinfecciosa predominen els danys miocardíacs subclínics, mentre que més tard són mes freqüents les disfuncions diastòliques. El tractament farmacològic varia en funció de la naturalesa i gravetat de les anomalies que la infecció produeix en el cor de cada pacient.

### Perfil de símptomes segons les variants
La freqüència dels símptomes que predominen per a persones amb diferents variants pot diferir de la que es va observar en les fases anteriors de la pandèmia.

#### Delta
Les persones infectades amb la variant Delta poden confondre els símptomes amb un fort refredat i no adonar-se que necessiten aïllar-se. Els símptomes comuns notificats a juny de 2021 han estat mals de cap, mal de coll, secreció nasal i febre. Al Regne Unit, quan la variant Delta representava el 91 per cent dels casos nous en aquell moment, un estudi va trobar que els símptomes més reportats eren mal de cap, mal de coll i secreció nasal.

#### Òmicron
L'epidemiòleg britànic Tim Spector va dir a mitjans de desembre de 2021 que la majoria dels símptomes de la variant Òmicron eren els mateixos que un refredat comú, inclosos mals de cap, mal de coll, secreció nasal, fatiga i esternuts, de manera que les persones amb símptomes de refredat haurien de fer-se una prova. "Coses com la febre, la tos i la pèrdua de l'olfacte són ara la minoria dels símptomes que estem veient. La majoria de la gent no té símptomes clàssics". Les persones amb símptomes de refredat a Londres (on la Covid s'estava estenent ràpidament) tenen "molt més probabilitats" de tenir Covid que un refredat.
Un símptoma únic reportat de la variant Òmicron són les suors nocturnes, especialment amb la subvariant BA.5. A més, la pèrdua del gust i l'olfacte sembla ser poc freqüent en comparació amb altres soques.

## Causa

### Virologia
La malaltia és causada pel coronavirus 2 de la síndrome respiratòria aguda greu (SARS-CoV-2), anteriorment coneguda com la nou coronavirus 2019 (2019-nCoV).

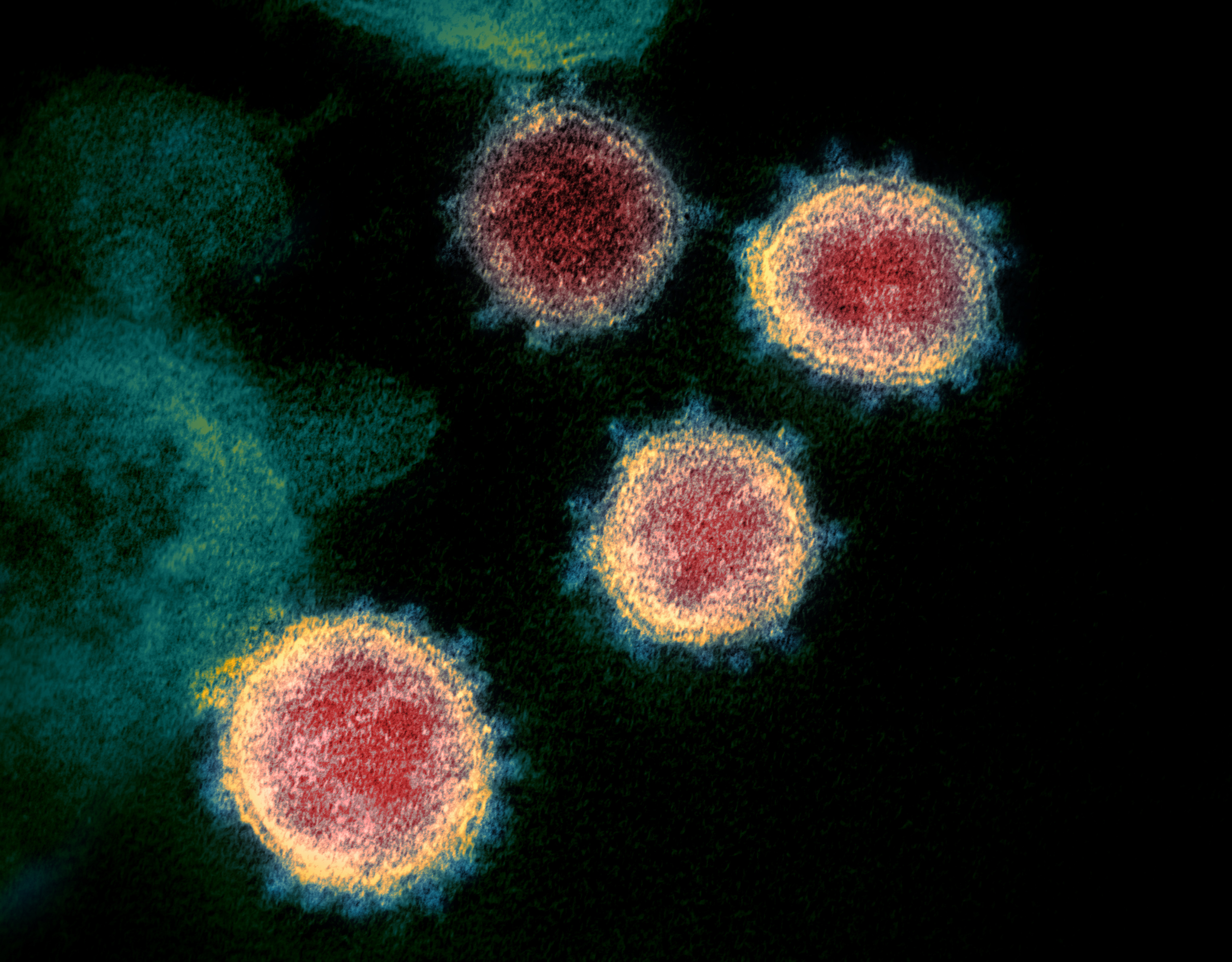
Imatge de microscòpia electrònica (acolorida) mostrant el virus SARS-CoV-2, causant de la COVID-19. Les estructures de la part externa del virus recorden a una corona, donant nom al grup de virus als quals pertany el SARS-CoV-2, els coronavirus.
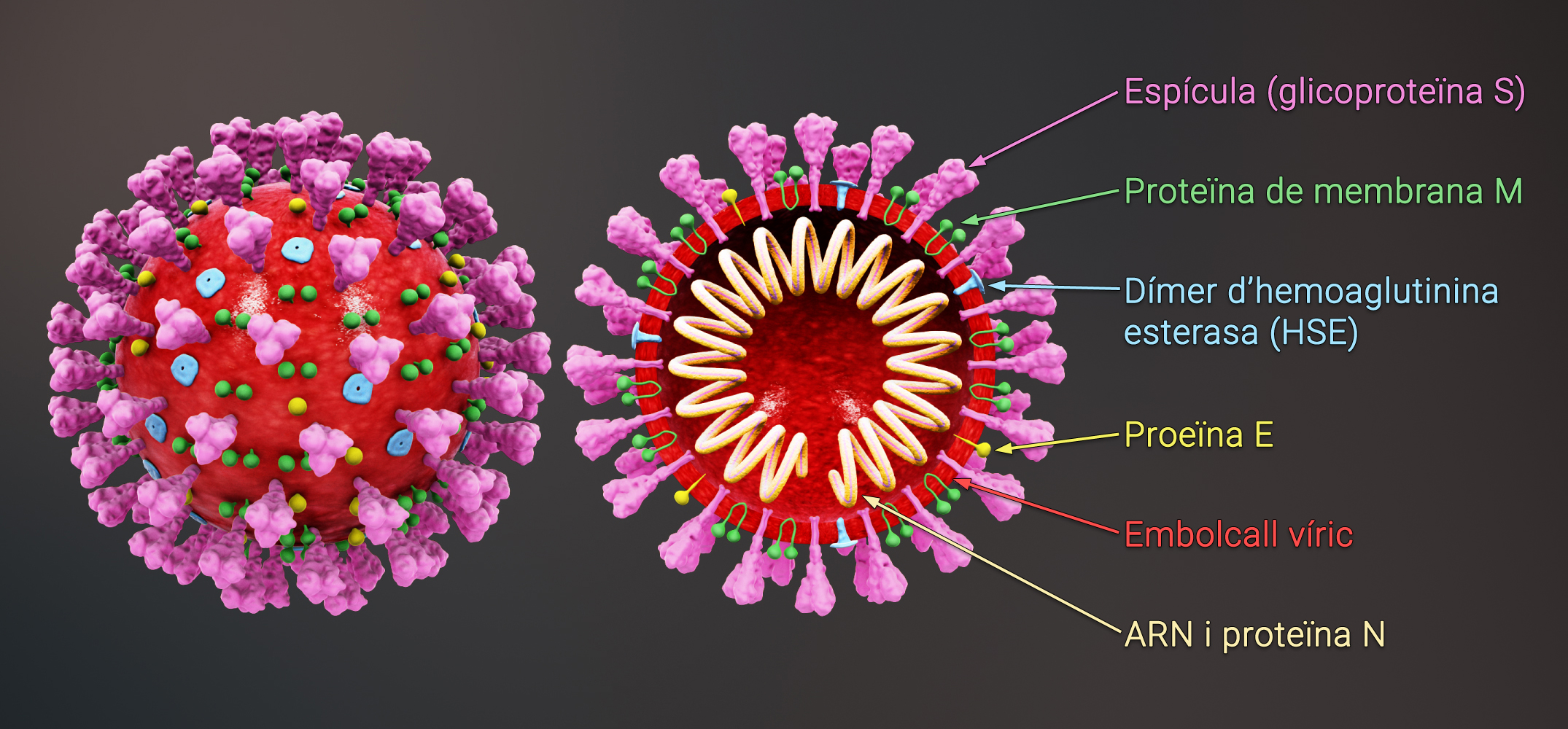
Estructura tridimensional del virus i els seus components, format per una bicapa lipídica que conté les proteïnes estructurals S (espícula), M (proteïna de membrana), E (proteïna d'embolcall); i al seu interior el material genètic en forma d'ARN.

El coronavirus 2 de la síndrome respiratòria aguda greu (SARS-CoV-2) és un nou coronavirus de la síndrome respiratòria aguda greu. Es va aïllar per primera vegada de tres persones amb pneumònia connectades al cúmul de casos de malalties respiratòries agudes a Wuhan. Totes les característiques del nou virus SARS-CoV-2 es produeixen en la naturalesa dels coronavirus relacionats.
Fora del cos humà, el virus és destruït pel sabó domèstic, que esclata la seva bombolla protectora.
SARS-CoV-2 està estretament relacionat amb el SARS-CoV original. Es creu que té un origen animal (zoonòtic). Les anàlisis genètiques han revelat que el coronavirus s'agrupa amb el gènere Betacoronavirus, en el subgènere Sarbecovirus (llinatge B), juntament amb dues soques derivades de ratpenats. Té un 96% del genoma idèntic a d'altres mostres de coronavirus de ratpenat (BatCov RaTG13). Les proteïnes estructurals de SARS-CoV-2 inclouen glicoproteïna de membrana (M), proteïna d'embolcall (E), proteïna nucleocàpsida (N) i proteïna de l'espícula (S). La proteïna M del SARS-CoV-2 és un 98,6% similar a la proteïna M del ratolí SARS-CoV, manté el 98,2% d'homologia amb el SARS-CoV del pangolí i té un 90% d'homologia amb la proteïna M del SARS-CoV; mentre que la similitud només és del 38% amb la proteïna M de MERS-CoV. Les anàlisis in silico van mostrar que la proteïna M de SARS-CoV-2 té un feix de triple hèlix, forma un domini únic de 3 transmembranes i és homòloga a la proteïna procariota de transport de sucre SemiSWEET.

#### Variants del SARS-CoV-2
Els molts milers de variants del SARS-CoV-2 s'agrupen en clades o llinatges. L'OMS, en col·laboració amb socis, xarxes d'experts, autoritats nacionals, institucions i investigadors, ha establert sistemes de nomenclatura per nomenar i rastrejar els llinatges genètics del SARS-CoV-2 per GISAID, Nextstrain i Pango. Actualment, el grup d'experts convocat per l'OMS ha recomanat l'etiquetatge de variants mitjançant lletres de l'alfabet grec, per exemple, variants Alfa, Beta, Delta i Gamma, donant la justificació que "seran més fàcils i pràctics de discutir per al públic no científic". S'han proposat diferents nomenclatures per als diversos clades. Nextstrain divideix les variants en cinc clades (19A, 19B, 20A, 20B i 20C), mentre que GISAID les divideix en set (L, O, V, S, G, GH i GR).
Algunes variants notables de SARS-CoV-2 van sorgir a la tardor del 2020. El clúster 5 va sorgir entre visons i criadors de visons a Dinamarca. Després d'estrictes quarantenes i una campanya de sacrifici dels visons, molt possiblement s'ha erradicat. Es creu que la variant preocupant 202012/01 (VOC 202012/01) va sorgir al Regne Unit al setembre i els experts britànics estimen que és un ≥35% més transmissible que les existents abans. Segons les dades recollides per la seva Oficina Nacional d'Estadístiques fins a finals de gener de 2021, aquesta variant té certes diferències respecte a les conegudes anteriorment pel que fa a la simptomatologia que presenten els individus infectats: l'anòsmia i l'agèusia són menys freqüents, mentre que la tos i el mal de gola abunden més. De moment, no hi ha motius suficients per pensar que les vacunes d'ARN ja aprovades tinguin una menor eficàcia contra ella. La 501Y.V2, que té la mateixa mutació N501Y, va sorgir independentment a Sud-àfrica. El gener de 2021, les autoritats sanitàries japoneses identificaren una nova variant (P.1), pertanyent al llinatge B.1.1.248, en viatgers provinents de l'Amazònia brasilera i que presenta 12 mutacions a la seva proteïna S, incloent les E484K i N501Y. fet confirmat pels científics de la Fundació Oswaldo Cruz. El Centre Europeu de Prevenció i Control de Malalties avalua el risc global associat a la introducció i propagació comunitària als països de la UE d'aquestes variants preocupants com alt/molt alt. Davant d'això, la Comissió Europea ha posat en marxa un projecte de finançament i cooperació anomenat HERA-Incubator, amb l'objectiu específic d'assegurar una resposta efectiva contra les noves variants per part de la sanitat pública dels estats membres de la Unió.
Unes altres variants preocupants han estat identificades a Uganda (A.23.1) i al sud de Califòrnia (CAL.20C). Les autoritats sanitàries de l'Índia han detectat a l'estat de Maharashtra una variant amb dues mutacions mai abans trobades juntes, les E484Q i L452R, la qual podria augmentar la propagació de la malaltia en una zona ja molt afectada per la pandèmia. La variant sud-africana B.1.1.529 (Òmicron) del virus, va ser detectada als EUA a principis de desembre de 2021, i a Espanya alguns dies abans. Aquesta variant té 32 mutacions, 15 d'elles en el domini d'unió al receptor de la proteïna S del SARS-CoV-2, i una transmissibilitat molt alta. S'han fet alguns estudis preliminars que apunten cap a una possible menor gravetat de la malaltia produïda per la variant Òmicron amb relació a les identificades prèviament,
El sistema immunitari humà produeix anticossos dirigits a diverses regions de la proteïna de l'espícula amb la mutació N501Y.

### Transmissió
Encara s'estan determinant alguns detalls sobre com es propaga la malaltia, que ho fa més fàcilment que la grip, però menys que el xarampió. L'OMS i les CDC proposen que el virus s'escampa principalment durant un contacte proper i per gotetes respiratòries produïdes quan les persones tossen, esternuden o parlen; amb un contacte proper que es troba aproximadament entre 1 i 2m, sobretot en espais tancats sense la ventilació adequada i, més, seguint determinats procediments mèdics.
Cantar i parlar en veu alta allibera més gotetes que parlar normalment i es recomana no compartir sense neteja prèvia objectes emprats per altres persones a l'hora de menjar o beure.
Aquestes gotetes també es poden produir durant la respiració; tanmateix, cauen de seguida a terra o superfícies i no es solen estendre per l'aire a grans distàncies. Un estudi a Singapur va trobar que un accés de tos pot enviar les gotetes fins a 4,5 metres. Un segon estudi, realitzat durant la pandèmia de 2020, va advertir que les gotetes poden recórrer fins a 7-8 metres.
L'Acadèmia Nacional de Ciències dels Estats Units d'Amèrica va suggerir que pot ser possible la transmissió del virus per bioaerosols, generats per la respiració o el parlar dels pacients. Els estudis inicials, utilitzant la PCR per detectar en mostres d'aire la presència d'ARN viral, no varen identificar quantitats suficients de virus viables per produir una infecció; no obstant això, la presència d'ARN viral en gotes d'aire i aerosols indica la possibilitat de transmissió del SARS-CoV-2 a través d'aquestes vies. Posteriorment, emprant mètodes de recollida d'aire perfeccionats, s'ha demostrat que en habitacions d'hospital amb malalts no sotmesos a procediments invasius de ventilació existeix un nombre de virus viables capaç de provocar contagis a més de 2 metres d'ells. Experts xinesos han posat de manifest la presència de partícules víriques en l'aire d'una UCI dues hores després de ser netejada, inclús en espais ocupats per pacients en recuperació amb tests nasofaríngics ja negatius efectuats 48 hores abans de la presa de mostres, un fet que recolza la hipòtesi de la transmissió aèria de la COVID-19. Un grup multidisciplinari de científics dels EUA opina que les evidències recollides fins ara fan que sigui molt probable aquesta via de contagi i ha alertat sobre la conveniència d'adoptar mesures per tal d'evitar-la. Altres publicacions posen l'accent en l'existència de múltiples fets que indiquen que l'aire és la forma predominant de transmissió del virus, sent els fòmits una font de contagis menys usual.
Un estudi fet a Hong Kong en pacients hospitalitzats, va observar que el virus estava present en la saliva i que la quantitat de còpies del virus anava disminuint de forma important al llarg dels 7-11 dies de l'estudi. Per una banda, la saliva té un paper rellevant en la transmissió de la malaltia i es creu també que les glàndules que la produeixen poden ser un reservori i un lloc de reproducció del virus tant en persones asimptomàtiques com en les que cursen amb infeccions fatals; per una altra, és un líquid corporal fàcil de recollir per personal no sanitari que permet la practica de tests de detecció del SARS-CoV-2 de forma eficaç i poc costosa, els quals poden ser molt útils per obtenir resultats amb un alt nivell d'especificitat fora dels laboratoris especialitzats.
Les gotetes cauen ràpidament sobre objectes o sobre superfícies, però certs procediments mèdics que originen aerosols amb partícules provinents de les secrecions respiratòries de persones infectades poden provocar que es mantingui a l'aire durant períodes més llargs, fins i tot d'hores segons experiments realitzats a diversos laboratoris dels EUA.
A partir de les gotetes dipositades en les superfícies, les persones també es poden infectar tocant aquestes superfícies contaminades (fòmits) i després tocar-se els ulls, el nas o la boca. Ara per ara, hi ha motius per creure que la importància real d'aquesta via de contagi del virus és menor de l'estimada inicialment en entorns de laboratori.
No hi ha un temps clarament determinat en que el virus dipositat en superfícies sigui viable i, per tant, susceptible d'infectar, depenent de diversos factors, però en tot cas sobreviu durant hores i dies. Així, en contextos experimentals, el virus ha demostrat sobreviure en superfícies fins a 72 hores. Poden ser 96 hores si als fòmits hi ha abundant material proteic, segons investigadors francesos. Segons la superfície, en estudis, el virus es podia detectar durant quatre hores en el coure, un dia en el cartró, fins a tres dies en el plàstic (polipropilè) i acer inoxidable. L'estimació de la velocitat de càlcul amb un model de regressió bayesiana suggereix que els virus poden romandre viables fins a 18 hores en coure, 55 hores en cartró, 90 hores en acer inoxidable i més de 100 hores en plàstic. El virus va romandre viable en aerosols durant tot el temps de l'experiment (tres hores). Això, però, varia en funció de la humitat i la temperatura. Els coronavirus moren més ràpidament quan s'exposen a la llum solar i a les temperatures altes. Un treball publicat per científics de Pequín el 26 d'abril de 2020 adverteix sobre el gran influx que tenen les condicions ambientals a l'hora de quantificar el temps de persistència de la major part dels virus respiratoris en superfícies inanimades, el qual oscil·la entre pocs minuts i varies setmanes pel que fa als coronavirus. A més, entre altres fets importants, l'article afirma que experimentalment el SARS-CoV-2 es manté sense perdre la seva capacitat infecciosa a l'aire d'autobusos tancats i sense ventilar durant com a mínim 30 minuts i que els materials absorbents (el cotó, per exemple) són més eficaços que els no absorbents per evitar l'entrada d'aquest patogen a través de les vies respiratòries. Els resultats d'una investigació australiana, també experimental, efectuada per l'Organització d'Investigació Científica i Industrial de la Commonwealth indiquen que el virus causant de la COVID-19 pot sobreviure 28 dies a 20 °C a diverses superfícies llises d'ús comú; és a dir, mes temps que la grip A.
Per que fa a la possibilitat d'adquirir la infecció a traves de monedes o bitllets, tot i ser mínima segons els resultats de simulacions de laboratori prèvies a la pandèmia efectuades amb altres virus, ha fet recomanable l'estricte seguiment de les mesures higièniques per part dels botiguers i treballadors de banc -per exemple- i l'ús de targetes o mòbils a l'hora de fer transaccions.
Estan en estudi les influències climatològiques en la transmissió (temperatura, humitat), així com de la concentració de pol·luents atmosfèrics. Es creu que una alta presència en l'aire de partícules en suspensió capaces d'arribar fàcilment a les cèl·lules alveolars dels pulmons (PM2,5) i de molècules de diòxid de nitrogen podria contribuir a augmentar l'expansió i la letalitat de la malaltia.
El sabó i els detergents ordinaris també són molt eficaços si s'utilitzen correctament; degut a que ataquen la capa externa (que conté lípids -greixos-) del virus, desactivant-la, així com desprenent-los de la pell i d'altres superfícies. Altres solucions desinfectants que maten els bacteris però que no tenen tan efecte en els virus, com el clorur de benzalconi i la clorhexidina (un desinfectant quirúrgic), són menys efectives.
El virus és més contagiós quan la gent està simptomàtica; si bé el risc de propagació és baix però possible abans que apareguin símptomes, així un estudi va trobar que la càrrega viral era més alta en l'aparició dels símptomes, per la qual cosa pot haver augmentat abans que aquests apareguéssin. Així la transmissió es pot produir des de pacients asimptomàtics.
Si bé la principal porta d'entrada a l'organisme del SARS-CoV-2 són les cèl·lules pulmonars, els enteròcits del budell prim podrien ser també un punt clau en els mecanismes d'adquisició de la malaltia i del posterior desenvolupament de la resposta immunitària sistèmica contra ella. L'ARN del virus s'ha trobat a la femta i s'està investigant la possibilitat que sigui una de les seves vies de transmissió.
Es desconeix si es pot transmetre a través del semen, Alguns investigadors dels EUA consideren provada l'existència d'un nombre molt baix de subjectes recuperats de COVID greu amb semen SARS-CoV-2 positiu, però aquesta positivitat no s'ha detectat en el dels homes asimptomàtics o que han sofert una forma lleu de la malaltia. Així, tot i que la COVID-19 no és una infecció de transmissió sexual, se sospita que els petons, el contacte íntim i la via fecal-oral transmeten el virus.
El virus pot passar a la llet materna, però no se sap si és transmissible i infecciós per al lactant.
Les estimacions del nombre de persones infectades per una persona amb COVID-19 (la R0 o nombre reproductiu bàsic) han variat àmpliament. Les estimacions inicials de l'OMS de la R0 eren 1,4-2,5 (mitjana 1,95), tot i que una revisió més recent va trobar que la R0 (sense mesures de control) era superior a 3,28 i la R0 mediana a 2,79.
Durant la pandèmia, gràcies a una mutació anomenada D614G en la proteïna S (spike) del SARS-CoV-2, la qual li permet unir-se a la cèl·lula hoste, l'eficàcia infecciosa del virus ha augmentat. La seva virulència, però, aparentment és la mateixa.
El SARS-CoV-2, segons indiquen alguns fets, té la capacitat d'evolucionar per tornar-se més eficient en la transmissió a través de l'aire. Comparant la variant B.1.1.7 (Alfa) amb el virus original s'ha demostrat que en les exhalacions d'aerosols diminuts portadors del tipus Alfa existeix una quantitat de partícules víriques 43 vegades més gran que en les de la primera forma del patogen. Això comporta un notable increment de les probabilitats d'èxit de la B.1.1.7 a l'hora de provocar noves infeccions per via aèria. L'anomenada ultratransmissibilitat de les variants del SARS-CoV-2 és producte d'una combinació de factors: variants que requereixen dosis víriques baixes per originar la infecció, variants que es repliquen amb major rapidesa, inhalació de variants del virus que tenen moltes mutacions o la coexistència de totes aquestes circumstàncies.

## Patofisiologia
El virus arriba als pulmons, que són els òrgans més afectats en la COVID-19, perquè té la capacitat d'accedir a les cèl·lules hostes (cèl·lules alveolars de tipus II) a través de l'ECA2, un enzim molt abundant en els alvèols. De forma similar al SARS-Cov, el SARS-Cov-2 utilitza unes glicoproteïnes especials de superfície, els peplòmers, per connectar-se a l'ECA2 i entrar a l'interior de la cèl·lula que l'allotjarà. La densitat d'ECA2 en els teixits de cada persona és un dels principals factors que determinen la gravetat de la malaltia. El virus introduint-se en la cèl·lula de tipus II la fa malbé reproduint-s'hi. Cada cèl·lula de tipus II que pateix l'entrada del virus provoca una reacció extrema als pulmons; els líquids, pus i material cel·lular mort inunden els espais alveolars, causant la insuficiència respiratòria aguda que apareix en certs casos. En aquest medi és fàcil el desenvolupament d'infeccions bacterianes secundàries de tipus pneumònic, de vegades per microorganismes molt inusuals.
El virus també afecta el sistema gastrointestinal, ja que l'ECA2 s'expressa abundantment a les cèl·lules glandulars de l'epiteli gàstric, duodenal i rectal, així com a les cèl·lules endotelials i els enteròcits de l'intestí prim. Excepcionalment, el primer signe de la infecció és un dolor abdominal agut produït per una perforació del budell prim. El virus s'ha trobat als excrements de fins a un 53 per cent de pacients hospitalitzats i s'han trobat més positius a mostres anals recollides amb bastonets de cotó que positius a mostres orals en les etapes posteriors de la infecció. La durada del temps de femtes positives va oscil·lar entre 1 i 12 dies i el 17 per cent dels pacients es va mantenir positiu en les femtes després de mostrar-se negatiu en mostres respiratòries indicant que la infecció gastrointestinal viral i la possible transmissió fecal-oral poden perdurar fins i tot després de la depuració viral a les vies respiratòries.
L'afinitat del SARS-CoV-2 per l'enzim ECA2 forma part de la seva estratègia evolutiva.
El virus pot causar infart de miocardi, xoc cardiogènic i danys crònics en el sistema cardiovascular. Es va trobar una lesió cardíaca aguda en un 12% de les persones infectades ingressades a l'hospital de Wuhan, Xina, predominantment en els casos greus.
Les taxes de símptomes cardiovasculars són elevades, a causa de la resposta inflamatòria sistèmica i els trastorns del sistema immunitari durant la progressió de la malaltia, però també es pot relacionar una lesió aguda del miocardi amb els receptors ECA2 del cor. Els receptors ECA2 estan altament expressats al cor i estan implicats en la seva funció.
Es va trobar una alta incidència de trombosi (31%) i tromboembolisme venós (25%) en pacients de l'UCI amb infeccions per COVID-19, inclús en els sotmesos a tractament antitrombòtic profilàctic, i pot estar relacionada amb un mal pronòstic. La incidència exacta del tromboembolisme pulmonar (TEP) agut en aquesta síndrome és desconeguda encara, ja que donat el context el seu diagnòstic acostuma a ser difícil, però s'han descrit múltiples casos en individus amb pneumònies bilaterals i alguns de mortals en infectats asimptomàtics. Bona part d'aquests TEPs tenen el seu origen en una trombosi del sistema venós proximal fondo de les extremitats inferiors. Una revisió i metanàlisi taiwanesa de les dades existents fins ara estima aquesta incidència entorn al 15% dels malalts infectats, amb una mortalitat un 45% més alta en comparació a la ocasionada per les TEPs en general. En un estudi post mortem prospectiu alemany es trobaren trombosis venoses profundes en més del 50% dels casos examinats. La reducció de la mobilitat corporal és un dels factors que afavoreixen el desenvolupament d'aquests fenòmens trombòtics i per això sovint convé complementar la seva proxilaxi farmacològica amb mesures mecàniques, com ara la compressió pneumàtica intermitent de les cames. Es poden desencadenar arrítmies funestes derivades d'un desequilibri electrolític en malalts crítics, especialment si estan afectats per una cardiopatia prèvia a la infecció, com ara la síndrome de Brugada. Eventualment, les alteracions del ritme cardíac són producte de la medicació emprada per tractar la malaltia. La mort per miocarditis o miopericarditis fulminant associada a la COVID-19 es produeix rares vegades, segons la literatura mèdica existent fins ara. Pot ocórrer en persones joves sense patologies prèvies. S'ha registrat diversos casos de pericarditis aguda i tamponament cardíac en pacients infectats pel SARS-CoV-2. Les persones amb COVID-19 tenen un major risc de sobrir una síndrome coronària aguda que les hospitalitzades per altres malalties. No és una complicació gaire comuna, però el seu pronòstic és dolent, tant a molt curt termini com a tres mesos.
Es desconeix si el SARS-CoV-2 és capaç d'envair el sistema nerviós. El virus no es detecta al SNC de la majoria de pacients amb COVID-19 amb problemes neurològics. No obstant això, el SARS-CoV-2 s'ha detectat a nivells baixos al cervell dels pacients que van morir per COVID-19, però cal confirmar aquests resultats. El SARS-CoV-2 pot causar insuficiència respiratòria a través de l'afectació del tronc cerebral, ja que s'ha descobert que altres coronavirus envaeixen el SNC. Tot i que s'ha detectat virus en el líquid cefalorraquidi de mostres post mortem i en subjectes amb símptomes de desmielinització, el mecanisme exacte pel qual envaeix el sistema nerviós central encara no és clar i pot implicar primer una invasió de nervis perifèrics donats els baixos nivells d'ECA2 al cervell. El virus també pot entrar al torrent sanguini des dels pulmons i creuar la barrera hematoencefàlica per accedir al SNC, possiblement dins d'un leucòcit infectat per un mecanisme de "cavall de Troia" o bé -quan provoca una afectació intestinal- danyant de manera indirecta la zonulina de les unions estretes que segellen la BHE.

### Immunopatologia
Tot i que el SARS-COV-2 té un tropisme especial per a les cèl·lules epitelials que expressen ECA2 de les vies respiratòries, quan la infecció progressa el fenomen no es limita tan sols a elles. Un estudi post mortem realitzat per investigadors alemanys ha demostrat la presència del virus en un 77% dels cors, un 77% dels fetges, un 62% dels ronyons, un 38% dels cervells i un 36% de les mostres de sang pertanyents als cadàvers objecte de l'anàlisi. En una altra sèrie estatunidenca d'autòpsies de persones mortes per la malaltia es va identificar biomolecularment el SARS-CoV-2 en una gran quantitat de teixits extrapulmonars, entre ells l'esplènic, el prostàtic, l'uterí, el colònic o el de la glàndula tiroide. L'examen evidencià una gran heterogeneïtat en els efectes citopàtics del virus i la càrrega viral de diferents òrgans, fins i tot entre els d'un mateix individu. El dany de múltiples tipus cel·lulars concorda amb els signes d'hiperinflamació sistèmica que mostren molts dels pacients amb COVID-19 greu. A banda d'això, en les persones hospitalitzades s'han trobat elevacions d'interleucines (IL-2, IL-7, IL-6), factor estimulant de colònies de granulòcits i macròfags (GM-CSF), quimiocines (CXCL10 i MCP-1), proteïnes inflamatòries dels macròfags (MIP-1α) i el factor de necrosi tumoral α (TNF-α), que són indicatius de la síndrome d'alliberament de citocines (SAC) i suggereixen una immunopatologia subjacent.
Addicionalment les persones amb COVID-19 i síndrome del destret respiratori agut (SDRA) tenen els biomarcadors sèrics clàssics elevats de la SAC, incloent: proteïna C reactiva (PCR), lactat deshidrogenasa (LDH), dímer-D, factor VIII i ferritina. S'ha observat que els individus amb xifres altes de ferritina sèrica en el moment del seu ingrés en l'UCI tenien més possibilitats d'un curs funest. Per contra, les dels supervivents foren unes tres vegades menors.
La inflamació sistèmica dona lloc a la vasodilatació, permetent una infiltració inflamatòria limfocítica i monocítica del pulmó i del cor. En particular, es va demostrar que els limfòcits T secretors de GM-CSF es correlacionen amb el reclutament de monòcits inflamatoris que secreten IL-6 i una patologia pulmonar severa en pacients COVID-19. També s'han descrit en altres òrgans infiltrats limfocítics a l'autòpsia.

## Diagnòstic

### Diagnòstic analític

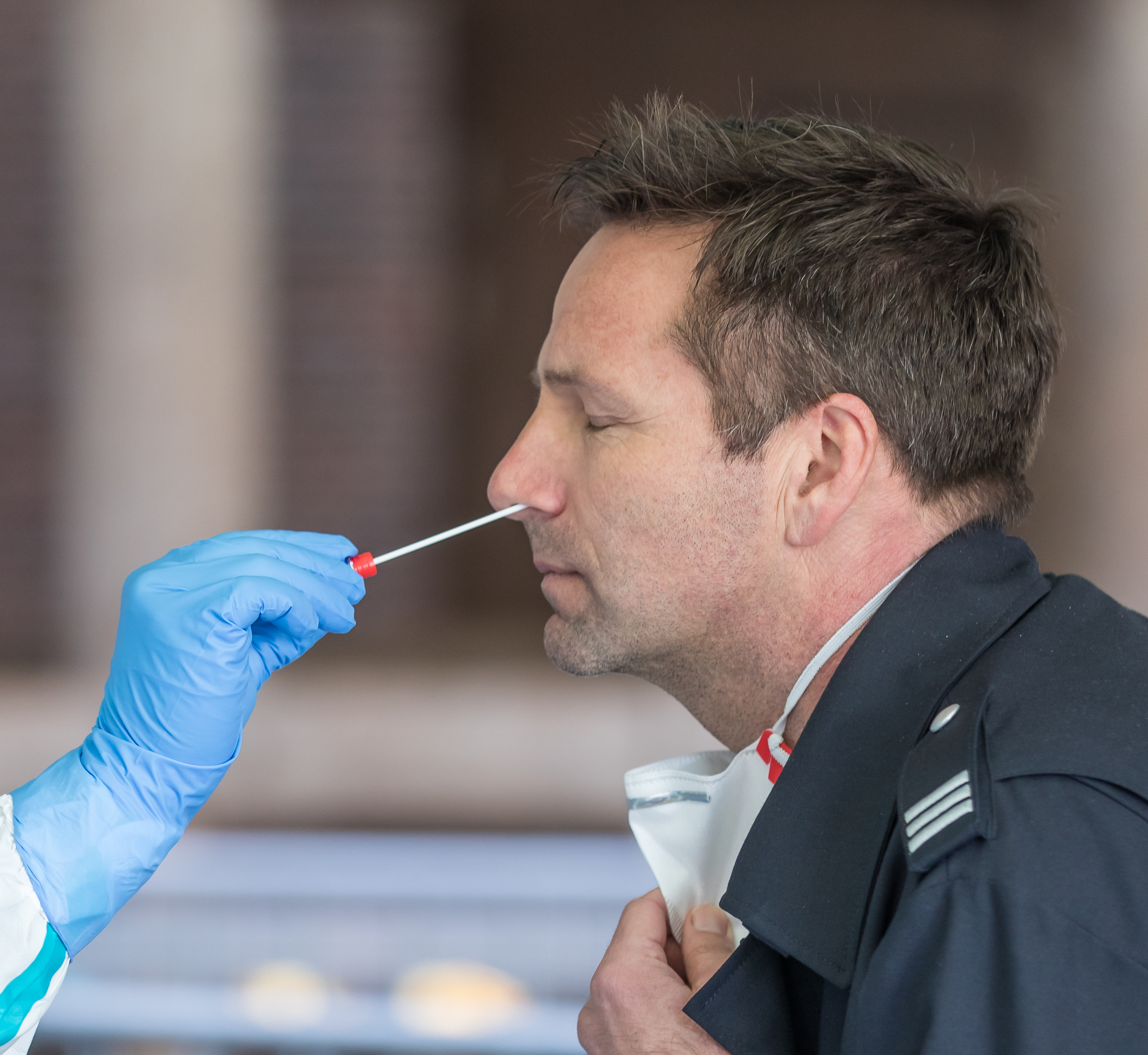
Obtenció d'un frotis nasofaringi per la PCR.

L'OMS ha publicat diversos protocols de prova de la malaltia. Les proves utilitzen la reacció en cadena de la polimerasa, concretament la RT-PCR. Les mostres respiratòries són per frotis nasofaringi i orofaríngic. Els resultats estan generalment disponibles en poques hores a dies De vegades, especialment si només provenen de mostres del tracte respiratori superior i existeix un alt grau de sospita clínica, s'han d'interpretar amb cautela quan són negatius. Les proves "ràpides" de detecció poden ser de detecció de l'antigen del virus o de detecció d'anticossos (immunoglobulines IgG/IgM). Les primeres tenen un cost baix, moderada sensibilitat i poden servir pel triatge ràpid de pacients que acudeixen a urgències en cas de no poder efectuar al moment proves biomoleculars; i les segones no estan indicades en el diagnòstic de la malaltia (però sí per saber si s'ha passat o si el pacient s'està recuperant, en produir immunoglobulines). Un equip de recerca xinès ha proposat l'ús de la RT-LAMP (reverse transcription-loop-mediated isothermal amplification) com a mètode de diagnòstic biomolecular ràpid en comptes de la RT-PCR convencional. S'han desenvolupat tests millorats basats en la tècnica RT-LAMP que amplifiquen només les regions genòmiques ORF8 i N del SARS-CoV-2, aconseguint així una notable reducció del cost del procediment i el fet que sigui possible obtenir el resultat in situ sense portar-los a un laboratori especialitzat. Quan cal fer el seu seguiment epidemiològic amb rapidesa, la integració de la RT-LAMP en bioxips microfluídics pot ser una eina molt útil per detectar l'ARN del virus en mostres d'aigües residuals.
Segons una revisió amb metanàlisi efectuada per especialistes brasilers, la RT-PCR en esput constitueix a hores d'ara l'estàndard d'or per la diagnosi de la malaltia. A més de les tecnologies esmentades abans, s'han implementat altres tècniques de detecció molecular del SARS-CoV-2, entre les quals destaca el sistema basat en el mètode CRISPR anomenat SHERLOCK (specific high-sensitivity enzymatic reporter unlocking).
Científics israelians han portat a terme una prova de concepte sobre la creació d'un nou sistema electrònic (eNose) capaç de detectar en temps real la infecció per SARS-CoV-2 en persones simptomàtiques i asimptomàtiques, basat en la identificació dels compostos orgànics volàtils que desprenen les cèl·lules afectades pel virus del tracte nasal intern dels individus amb COVID-19. Altres investigadors estan efectuant experiments amb gossos especialment ensinistrats per tal d'emprar la seva gran sensibilitat olfactiva com a eina ràpida de cribratge, sobretot en llocs on hi ha una alta afluència de persones.

### Avaluació clínica
També es pot diagnosticar la infecció a partir d'una combinació de símptomes, factors de risc i una tomografia computada (TC) toràcica que mostra característiques de la pneumònia. Així, en les directrius de diagnòstic publicades per l'Hospital Zhongnan de la Universitat de Wuhan es van suggerir mètodes per detectar infeccions basades en característiques clíniques i risc epidemiològic; es tractava d'identificar persones que tenien almenys dos dels símptomes/signes següents a més d'un historial de viatges a Wuhan o contacte amb altres persones infectades: febre, imatge de pneumònia, recompte normal o leucopènia, o limfopènia.

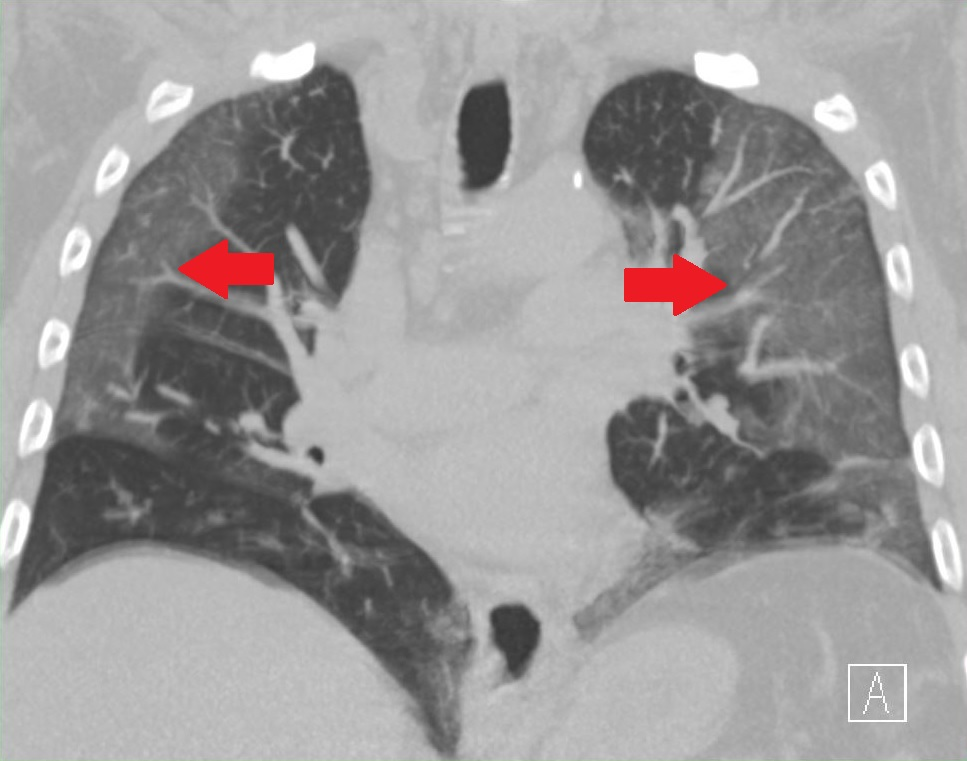
Tomografia computada (TC), en tall frontal, mostrant les condensacions corresponents a una pneumònia bilateral per COVID.

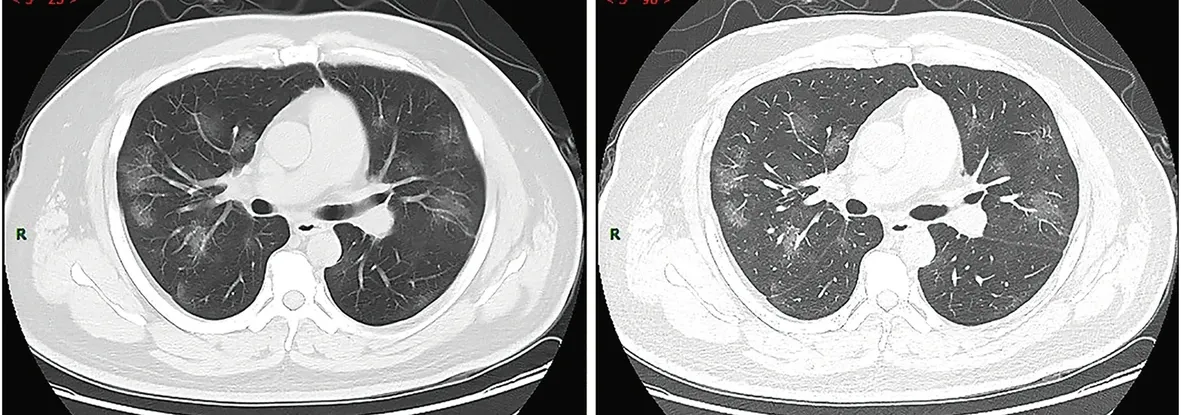
TC en tall horitzontal, de múltiples condensacions pneumòniques inicials.

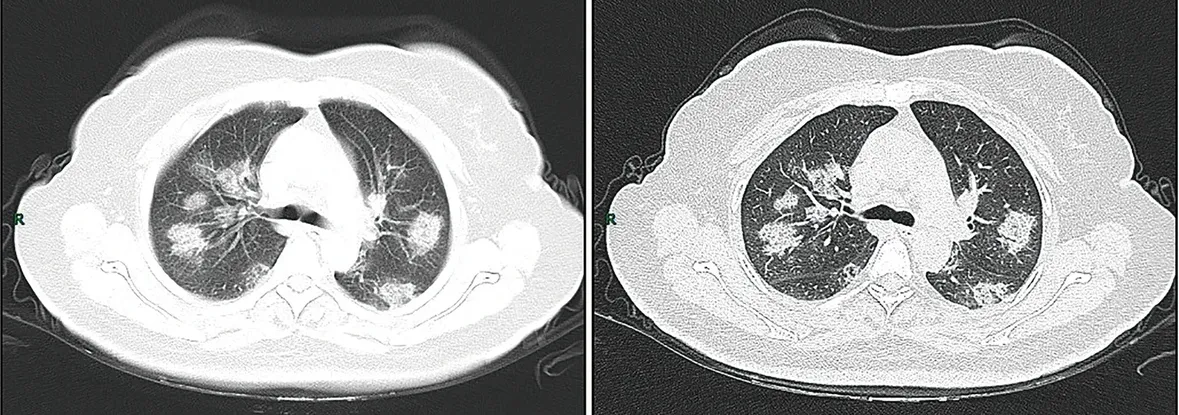
TC amb condensacions més evidents, en la fase de progressió ràpida.

Un estudi publicat en línia per un equip de l'Hospital Tongji de Wuhan el 26 de febrer de 2020 indicà que una exploració de COVID-19 amb TC de tòrax tenia aleshores més sensibilitat (98%) que la RT-PCR (71%). Els resultats falsos negatius poden ser el resultat d'un error de l'equip diagnòstic de laboratori (el termociclador que efectua la RT-PCR) o causats per problemes de qualitat en la mostra a analitzar. També s'han notificat resultats falsos positius.
Una revisió bibliogràfica de març del 2020 va concloure que "les radiografies de tòrax tenen poc valor diagnòstic en les primeres etapes, mentre que els resultats de la tomografia computada poden estar presents fins i tot abans de l'aparició dels símptomes". Les proves d'imatge estan indicades prioritàriament en els pacients que mostren un estat respiratori precari. Encara que la radiografia simple de tòrax és menys sensible que la TC, aporta una gran informació sobre el curs de la malaltia en els malalts hospitalitzats. Es convenient l'ús d'equips portàtils per tal de limitar la disseminació nosocomial del virus.
Juntament amb les proves de laboratori, la TAC toràcica pot ser útil en la diagnosi de la COVID-19 en individus amb una sospita clínica elevada d'infecció, però no es recomana com a cribratge rutinari.
Les opacitats en vidre esmerilat multilobars, bilaterals, amb distribució perifèrica, asimètrica i posterior són freqüents en la infecció primerenca. La consolidació del parènquima pulmonar, les opacitats lineals i el signe d'halo invers són altres troballes radiològiques. Aquest signe en particular es correlaciona amb els anells moderadament hiperintensos (més brillants que el teixit pulmonar) que s'observen en les seqüències T2 de les ressonàncies magnètiques nuclears de tòrax. En un primer moment, les lesions estan situades solament en un pulmó, però són bilaterals en un 88% dels pacients a mesura que la malaltia avança, amb una distribució perifèrica, asimètrica i posterior de dominància subpleural, un engruiximent septal lobular (les separacions entre els lòbuls pulmonars), ocupació alveolar i consolidació pulmonar d'intensitat variable, la qual afecta a més segments i lòbuls del que és habitual en altres pneumònies víriques. En certs casos crítics de pneumònia bilateral greu causada pel SARS-CoV-2, s'ha observat l'aparició d'un hematoma retroperitoneal espontani. L'examen ultrasonogràfic dels pulmons en pacients amb insuficiència respiratòria és un mètode senzill que ajuda a determinar precoçment signes de pneumònia intersticial i el risc que tenen aquests malalts de patir futures complicacions greus.
Els nivells baixos d'oxigen detectats mitjançant un pulsioxímetre és un mètode per a aquelles persones amb pneumònia asimptomàtica; el qual ofereix un diagnòstic ràpid, de baix cost i molt senzill pel seguiment de la hipoxèmia respecte a les TCs. S'han notificat casos d'hipòxia silenciosa amb pacients amb COVID-19 que no presentaven dispnea o tos, tot i que els seus nivells d'oxigen s'havien reduït fins al punt de presentar ja un alt risc de síndrome del destret respiratori agut (SDRA).
Com a troballes no específiques, els exàmens de sang han demostrat generalment un baix nombre de leucòcits (leucopènia i limfopènia), uns nivells elevats de dímer-D, i -especialment en casos que tenen simptomatologia cardíaca- de la proteïna C reactiva (PCR) i les troponines.
S'han creat diferents puntuacions clíniques basades en símptomes/signes, paràmetres de laboratori i imatges per identificar els individus amb probable infecció per SARS-CoV-2 o per valorar la gravetat dels pacients que sofreixen la COVID-19.
A finals de 2019, l'OMS va indicar que s'utilitzessin els codis de la CIM-10 d'emergència U07.1 per morts per la infecció del SARS-CoV-2 confirmada per laboratori i el codi U07.2 per morts per la COVID-19 clínica o epidemiològica sense confirmació pel laboratori.

### Anatomia patològica
Hi ha poques dades sobre les lesions microscòpiques i la fisiopatologia de la COVID-19. Se sap que en mostres de la mucosa nasofaríngica d'individus morts a l'UCI el virus manté la seva infectivitat unes 35 hores després de la defunció. Els principals resultats anatomopatològics de l'autòpsia són:
- Pulmons: pleuresia, consolidació pulmonar, embòlia pulmonar massiva de vasos grans i mitjans,[453] trombosi fibrino-plaquetària de la microcirculació arterial, edema pulmonar.[454] i, almenys en els casos greus, bronquiolitis aguda.[455] El patró d'afectació dels pulmons és molt semblant a l'observat prèviament en casos fatals de SARS i MERS.[456]
  - Es poden observar quatre tipus de gravetat de la pneumònia viral:
    - Pneumònia lleu: exsudat serós menor, exsudat de fibrina menor.
    - Pneumònia moderada:[457] edema pulmonar, hiperplàsia de pneumòcits, grans pneumòcits atípics, inflamació intersticial amb infiltració limfocítica-macrofàgica i presència de cèl·lules gegants multinucleades.
    - Pneumònia greu: dany alveolar difús (DAD) amb exsudats alveolars difusos i dipòsits de membranes hialines. Aquest DAD difús és el responsable de la síndrome del destret respiratori agut (ARDS) i la hipoxèmia severa observada en aquesta malaltia.
    - Pneumònia en resolució: organització d'exsudats en cavitats alveolars i fibrosi pulmonar intersticial

  - Plasmocitosi al rentat broncoalveolar[458]
- Sang: coagulació intravascular disseminada;[459] augment del factor de von Willebrand,[460] reacció leucoeritroblàstica.[461]
- Fetge: esteatosi microvesicular,[462] activació de les cèl·lules de Kupffer amb hemofagocitosi.
- Encèfal: lesions hipòxiques al cervell i el cerebel, amb pèrdua de neurones al còrtex, hipocamp i capa cerebel·losa de cèl·lules de Purkinje[463]
- Cor: miocarditis limfocitària amb necrosi coagulativa i en bandes de contracció dels cardiomiòcits, la qual mostra criteris histopatològics i immunohistoquímics indicatius de ferroptosi (una forma especial de mort cel·lular).[464] Cardiomegàlia, fibrosi miocardíaca, embassament pericardíac i trombes als vasos i les cavitats del cor.[465]

Algunes d'aquestes troballes post mortem són similars a les d'autòpsies fetes en cadàvers d'infectats pel SARS-CoV i el MERS-CoV.

## Pronòstic
La gravetat de COVID-19 varia. La malaltia pot tenir un curs lleu amb pocs símptomes o sense, semblant-se a altres malalties respiratòries superiors com ara el refredat comú. Els casos lleus normalment es recuperen en dues setmanes, mentre que els que tenen malalties greus o crítiques poden trigar de tres a sis setmanes a recuperar-se. Entre els que han mort, el temps des de l'aparició de símptomes fins a la mort ha estat de dues a vuit setmanes. Es considera probable el fet que certes particularitats genètiques tinguin relació amb les diferències entre individus respecte a la susceptibilitat infecciosa i la prognosi de la COVID-19.
Segons l'OMS, basada en l'anàlisi de 44.000 casos de COVID-19 a la província de Hubei, al voltant del 80% de les persones presentaven una forma lleu de la malaltia, el 14% va desenvolupar malalties més greus com la pneumònia, el 5% tenien malaltia crítica i el 3,7% foren fatals.
Alguns estudis han trobat que la proporció entre neutròfils i limfòcits pot ser útil en el cribratge precoç de l'empitjorament. El temps de protrombina prolongat i els nivells elevats de proteïna C reactiva en ingressar a l'hospital s'associen a un curs sever de COVID-19 i amb un trasllat a la UCI. En pacients amb pneumònia per COVID-19 greus o crítics, els nivells sèrics de mioglobina i de troponina poden ser útils com a elements predictius d'un curs fatal.
Quant als reingressos hospitalaris, aproximadament el 9% de 106.000 persones van haver de reingressar en un termini de dos mesos després de l'alta. La mitjana de readmissió va ser de vuit dies des de la primera visita a l'hospital. Hi ha diversos factors de risc que s'han identificat com a causa d'ingressos múltiples en un centre hospitalari, com l'edat avançada (majors de 65 anys) i la presència d'una afecció crònica com diabetis, MPOC, insuficiència cardíaca o malaltia renal crònica.
Els nens representen una petita proporció dels casos notificats, amb aproximadament un 1% dels casos en menors de 10 anys i un 4% de 10 a 19 anys. És probable que tinguin símptomes més lleus i una menor incidència de la forma greu de COVID que els adults.
Un estudi multinacional europeu sobre nens hospitalitzats publicat en línia a The Lancet Child & Adolescent Health el 25 de juny de 2020 va trobar que al voltant del 8% dels nens ingressats necessitaven cures intensives. Quatre d'aquests 582 nens (0,7%) van morir, però la taxa de mortalitat real podria ser "substancialment inferior" ja que els casos més lleus que no van sol·licitar ajuda mèdica i no van ser inclosos en l'estudi.
Una revisió sistemàtica i metanàlisi de 27 articles científics, publicada al novembre de 2020, va trobar que la deficiència de vitamina D no implicava un risc més elevat de tenir COVID-19, però indicant que hi havia associacions positives entre la deficiència de vitamina D i la gravetat de la malaltia, incloent augments del 80% en les taxes d'hospitalització i mortalitat.
Alguns estudis assenyalen la correlació entre nivells baixos de colesterol HDL i un pitjor pronòstic.

### Mortalitat
Les taxes de mortalitat estan molt relacionades amb l'edat. En els menors de 50 anys, el risc de mort és inferior al 0,5%, mentre que en els majors de 70 anys supera el 8%. Segons una anàlisi dels CDC, el risc de mort per grups d'edat als Estats Units és del 0,003%, del 0,02%; 0,5% i 5,4% per als grups d'edat de 0-19, 20-49, 50-69 i 70 o més, respectivament.
| Edat     | IFR    |
| -------- | ------ |
| 0-19     | 0,003% |
| 20-49    | 0,02%  |
| 50-69    | 0,5%   |
| 70 o més | 5,4%   |

Són molts els factors que poden determinar la mortalitat d'una regió, com -per exemple- la disponibilitat de recursos mèdics, el nivell atmosfèric de diòxid de nitrogen o la socioeconomia. Les estimacions de la mortalitat per la COVID-19 varien a causa d'aquestes diferències regionals, però també a causa de dificultats metodològiques. La no inclusió de casos lleus pot fer que es sobreestimi la taxa de letalitat.

#### Estimacions actuals
La Unitat de Bioestadística del MRC (Medical Research Council) de la Universitat de Cambridge actualment (a novembre de 2020) utilitza les següents estimacions de la taxa de letalitat inclosos els asimptomàtics (IFR) per edat, per pronosticar les defuncions per Covid-19 a Anglaterra durant els 28 dies següents.

| Edat       | IFR      |
| ---------- | -------- |
| 0-4a       | 0,00051% |
| 5-14a      | 0,0017%  |
| 15-24a     | 0,0034%  |
| 25-44a     | 0,027%   |
| 45-64a     | 0,37%    |
| 65-74a     | 2,3%     |
| Més de 75a | 15%      |
| Mitjana    | 0,69%    |

### Comorbiditats
Entre els que van morir, molts tenien comorbiditats preexistents, com obesitat, hipertensió arterial, diabetis, asma, malaltia pulmonar obstructiva crònica, malalties cardiovasculars i tabaquisme (fossin fumadors actius o exfumadors). Si algú amb problemes respiratoris previs a la infecció contrau la COVID-19, té un major risc de presentar símptomes greus que aquells que no els tenen.
En un estudi italià publicat a principis d'abril de 2020 es va trobar que un 97% dels casos fatals tenia una comorbiditat, sent la mitjana de comorbiditats en aquest grup de 2,7 i el temps mitjà entre l'aparició dels símptomes i la mort de deu dies, dels quals cinc foren sota hospitalizació. Tot i això, els pacients traslladats a la UCI tenien un temps mitjà de set dies entre l'hospitalització i la mort. En un estudi xinès inicial es va trobar que el temps mitjà des dels símptomes inicials fins a la mort va ser de 14 dies (rang entre 6 i 41 dies). Una avaluació feta per la Comissió Nacional de Salut (NHC) de la Xina estimà que els homes tenien una taxa de mortalitat del 2,8%, mentre que les dones tenien una taxa de mortalitat de l'1,7%. En els menors de 50 anys el risc de mort és inferior al 0,5%, mentre que en els majors de 70 anys supera el 8%. El 26 de febrer de 2020 no hi va haver cap mort amb menys de 10 anys.
També se suposa que els immunodeprimits tenen un major risc de patir la COVID-19 de forma greu. Una investigació monocèntrica belga que va examinar les infeccions per COVID-19 en una sèrie de 22 receptors de trasplantament de ronyó hospitalitzats va trobar una taxa de mortalitat d'un 11%.
Altres autors, basant-se en els resultats de 66 casos pertanyents a dos hospitals de referència de París, augmenten aquest percentatge fins al 24%.
L'agost de 2020, els CDC van advertir que les infeccions per tuberculosi podrien augmentar el risc de malalties greus o de mort. L'OMS va recomanar que els pacients amb símptomes respiratoris es detectessin ambdues malalties, ja que donar positiu a COVID-19 no podia descartar les coinfeccions per micobacteris. Algunes projeccions han estimat que la reducció de la detecció de la tuberculosi a causa de la pandèmia podria donar lloc a 6,3 milions de casos addicionals de tuberculosi i 1,4 milions de morts relacionades amb la tuberculosi el 2025.
Entre les coinfeccions víriques associades amb major freqüència a un curs desfavorable de la malaltia destaquen les del virus sincicial respiratori i les del virus de l'influenza A.
Els individus diagnosticats d'esquizofrènia abans de la infecció, tenen un risc de mortalitat per COVID-19 significativament major que els que sofreixen altres tipus de trastorns psiquiátrics.

### Factors genètics
Un estudi va concloure que "el risc de COVID-19 greu era un 45% més elevat per a les persones amb sang tipus A que per a les que tenien altres tipus de sang". Aquest fet és conseqüència de l'afinitat que té el virus per unir-se als antígens expressats en les cèl·lules respiratòries d'individus del grup A. Diversos treballs apunten cap a la possibilitat que els subjectes de grup sanguini O siguin menys susceptibles a la infecció i que els de grup B mostrin un major risc de complicacions hematològiques de tipus trombòtic. Altres estudis suggereixen que l'existència de determinats polimorfismes en els enzims ECA2 i TMPRSS2 seria un altre factor implicat en aquestes diferències individuals.
També s'han trobat que de les persones que desenvolupen una COVID-19 greu per afectació de l'interferó tipus I:
- Més del 10% tenen anticossos ―autoanticossos― equivocats que ataquen el sistema immunitari en lloc del virus que causa la malaltia. El 95% d'aquests pacients eren homes.
- Un altre 3,5% porta un tipus específic de mutació genètica que afecta la immunitat.

L'anàlisi comparativa del genoma complet d'una àmplia cohort de pacients crítics ingressats en UCIs del Regne Unit amb el de la població general, ha permès identificar diferències en set gens -tots implicats en les funcions del sistema immunitari- entre els dos grups. Les persones que evolucionen cap a les formes més serioses de la COVID-19 presenten per una banda anomalies en els gens IFNAR2, OAS1, OAS2 y OAS3 que disminueixen la seva capacitat de defensa precoç contra les infeccions víriques i per una altra en els TYK2, CCR2 y DPP9, els quals provoquen una reacció inflamatòria excessiva a mesura que la malaltia progressa. Han estat descobertes dues variants deletèries del gen TLR7 que podrien predisposar al desenvolupament de COVID-19 greu en determinats homes joves sans.
A més a més, el resultat d'una recerca efectuada per experts austríacs indica que els pacients amb COVID-19 greu tributària d'hospitalització mostren una absència parcial o total del receptor NKG2C de les cèl·lules NK, mentre que aquesta característica genètica del sistema immunitari no es veu quasi mai en els que presenten símptomes lleus de la malaltia.
El consorci de científics COVID-19 Host Genetics Initiative ha identificat tretze regions genètiques associades amb la susceptibilitat i la gravetat de la infecció per SARS-CoV-2. Algunes d'elles estan també implicades en la gènesi de diverses malalties inflamatòries o autoimmunitàries, tant d'índole pulmonar com no. Se sap que entre el 10%-15% dels malalts crítics amb pneumònia per COVID-19 presenten autoanticossos conta interferons de tipus I, un fet suggestiu de la preexistència de mecanismes d'autoimmunitat com a factor coadjuvant del desenvolupament de les formes més lesives de la infecció en determinats individus.

### Efectes a llarg termini
A més llarg termini, l'autoritat hospitalària de Hong Kong va trobar una caiguda del 20% al 30% en la capacitat pulmonar en algunes persones que es van recuperar de la malaltia i que havien presentat una afectació pulmonar. També pot dur a una síndrome post-cures intensives per a algunes persones que s'haurien recuperat.
Alguns estudis inicials suggereixen que entre 1 de cada 5 i 1 de cada 10 persones amb COVID-19 experimentaran símptomes que duraran més d'un mes. La majoria dels ingressats a l'hospital amb malalties greus informen de problemes a llarg termini, entre ells fatiga, palpitacions, artràlgies, dispnea, febrícula, mareig, dolor toràcic i artritis reactiva. Hi ha casos en els quals es convenient l'ús de fisioteràpia i estimulació elèctrica neuromuscular per tal de recuperar les funcions del múscul esquelètic danyades per la malaltia.
El 30 d'octubre de 2020, el cap de l'OMS, Tedros, va advertir que "per a un nombre significatiu de persones, el virus COVID presenta una sèrie d'efectes greus a llarg termini". Descrigué el vast espectre de símptomes del COVID-19 que fluctuen amb el pas del temps com a "realment preocupant". Un espectre que va des de la fatiga, la tos i la sensació de falta d'aire, fins a la inflamació i lesions dels principals òrgans, inclosos els pulmons i el cor, i també efectes neurològics i psicològics. Els símptomes sovint es superposen i poden afectar qualsevol sistema del cos. S'han registrat atacs cíclics de fatiga, mals de cap, mesos d'esgotament complet, canvis bruscs d'humor i altres símptomes d'intensitat molt variable en les persones infectades. Tedros ha subratllat que, per tant, la immunitat de grup és "moralment inconscient i inviable".

### Immunitat
La resposta immunitària dels humans es produeix com a conseqüència d'una combinació de la immunitat mitjançada per cèl·lules i la producció d'anticossos, igual que amb la majoria d'altres infeccions. Atès que el SARS-CoV-2 és un patogen que afecta a la població humana només des del desembre del 2019, es desconeix si la immunitat és duradora en les persones que es recuperen de la malaltia. La presència d'anticossos neutralitzants a la sang es correlaciona fortament amb la protecció contra la infecció, però el nivell d'anticossos neutralitzants disminueix amb el pas del temps. Aquells que havien passat una malaltia asimptomàtica o lleu tenien nivells indetectables d'anticossos neutralitzants dos mesos després de la infecció. En un altre estudi, el nivell d'anticossos neutralitzants es va reduir quatre vegades entre un i quatre mesos després de l'aparició dels símptomes. Tanmateix, la manca d'anticossos a la sang no significa que els anticossos no es produeixin ràpidament després de la reexposició al SARS-CoV-2. Els limfòcits B de memòria específiques per a les proteïnes S i la nucleocàpsida del SARS-CoV-2 duren almenys sis mesos després de l'aparició dels símptomes.
No obstant això, s'han informat de 15 casos de reinfecció amb SARS-CoV-2 mitjançant criteris estrictes de CDC que requereixen la identificació d'una variant diferent de la segona infecció. És probable que hi hagi molta més gent que s'hagi reinfectat amb el virus. La immunitat de grup no eliminarà el virus si la reinfecció és freqüent. Alguns altres coronavirus que circulen a les persones són capaços de reinfectar al cap d'un any aproximadament. Emperò, el 3 de març de 2021 els científics van informar que una variant molt més contagiosa de la COVID-19, la variant Gamma es podria associar a reinfecció després de la recuperació d'una infecció anterior per COVID-19.
Segons un estudi publicat a la revista Cell, les persones que cursen amb una COVID-19 greu tenen respostes immunitàries antivíriques notablement reduïdes en la nasofaringe, lloc on es produeix la primera trobada entre l'organisme i el SARS-CoV-2.
Les probabilitats d'aconseguir una immunitat de grup efectiva contra el SARS-CoV-2 són baixes, ja que és pràcticament impossible que tothom arreu del món es vacuni i el virus pot mutar cap a variants més transmissibles en poc temps. A més, la immunització proporcionada per les vacunes no és completa ara per ara, sent difícil preveure la protecció que donarien a mig i llarg termini davant noves soques del patogen. Per aquests motius hi ha experts que creuen possible el fet que la COVID-19 es transformi en una malaltia estacional recurrent com la grip comuna, una circumstància amb importants repercussions pels sistemes de salut pública i els seus plans vacunals.

## Tractament
S'ha recomanat una higiene personal, un estil de vida saludable i una dieta sana per millorar la immunitat.
Una metanàlisi de deu assajos clínics publicada a la revista JAMA ha posat de manifest la ineficàcia del tractament immunoglobulínic amb transfusions de plasma de persones convalescents de la infecció, ja que no redueix la mortalitat ni aporta beneficis significatius per als malalts hospitalitzats.
Els Centres per al Control i Prevenció de Malalties recomanen que els pacients sospitosos de ser positius pel virus del SARS-CoV-2 portin una màscara facial senzilla per atenuar així la propagació.

### Fàrmacs
S'estan investigant nombrosos medicaments candidats, però la dexametasona i el remdesivir són els únics medicaments amb benefici clínic demostrat en assaigs controlats aleatoris.

#### Pels símptomes
Els símptomes es tracten amb mesures de suport.
Per als símptomes, alguns professionals mèdics i serveis de salut pública recomanen paracetamol sobre l'ibuprofèn per a ús de primera línia. L'OMS i els NIH no s'oposen a l'ús de fàrmacs antiinflamatoris no esteroidals (AINE) com l'ibuprofèn per als símptomes i la FDA diu que actualment no hi ha proves que els AINEs empitjorin la COVID-19. Un creixent nombre d'evidències dona suport a aquesta opinió.
Tot i que s'han plantejat preocupacions teòriques sobre els IECA i els ARA II, a 19 de març del 2020, no hi ha suficients dades per justificar l'aturada d'aquests antihipertensius.
Un estudi publicat el 22 d'abril a la revista mèdica estatunidenca Circulation Research mostrava que els pacients amb hipertensió arterial i COVID-19 tenien una menor mortalitat per totes les causes quan prenien aquests medicaments.
Hi ha experts que indiquen que l'ús de certs corticoides inhalats (budesonida) durant la fase inicial de la infecció podria ser efectiu per limitar el desenvolupament de símptomes greus.

#### Antivírics
Remdesivir
A finals d'octubre de 2020, el remdesivir era l'únic medicament aprovat per la FDA amb una indicació específica per tractar el COVID-19. A Austràlia i a la Unió Europea, el remdesivir (Veklury) està indicat per al tractament del COVID-19 en adults i adolescents de dotze o més anys amb un pes corporal mínim de 40 quilograms amb pneumònia que requereix oxigen suplementari.
A mitjans de desembre de 2020, l'Organització Mundial de la Salut (OMS) va ratificar la seva recomanació condicional contra el tractament amb remdesivir per a pacients hospitalitzats, independentment de la gravetat (basada en les dades de l'assaig clínic Solidaritat). No obstant això, hi ha hospitals que avaluen positivament la seva experiència real amb el fàrmac.
L'1 de maig de 2020, la Food and Drug Administration (FDA) dels Estats Units va donar al medicament una autorització d'ús d'emergència (EUA) per a persones hospitalitzades amb COVID-19 sever. El 28 d'agost de 2020, la FDA va ampliar els EUA per remdesivir per incloure tots els pacients hospitalitzats amb sospita o confirmació de laboratori de COVID-19, independentment de la gravetat de la seva malaltia. Remdesivir va ser aprovat per a ús mèdic als Estats Units l'octubre de 2020. És el primer tractament per al COVID-19 aprovat per la Food and Drug Administration (FDA) dels Estats Units. Està indicat el seu ús hospitalari en adults i adolescents de dotze anys o més amb un pes corporal mínim de 40 quilograms per al tractament de COVID-19 (200 mg per via endovenosa el primer dia d'administració i 100 mg diaris fins a nou dies addicionals), així com en pacients pediàtrics d'entre 3,5 i 40 quilograms (5 mg/kg el primer dia i 2,5 mg/kg a partir del segon dia). Administrat precoçment durant tres dies a malalts simptomàtics ambulatoris disminueix d'una manera molt significativa el seu risc d'ingrés hospitalari i mort.
Molnupiravir
Aquest fàrmac d'administració oral actua induint una mutagènesi letal en el SARS-CoV-2 que inhibeix la seva capacitat de reproduir-se. Segons els assajos clínics efectuats, limita molt significativament el risc d'ingrés i mort dels pacients amb COVID-19 moderada o lleu. El medicament ha aconseguit l'aprovació de l'Agencia reguladora de productes sanitaris del Regne Unit i l'EMA li ha atorgat l'autorització d'ús d'emergència.

#### Antiinflamatoris
Glucocorticoides sistèmics
Els glucocorticoides (com la dexametasona) no són recomanables a menys que la malaltia es compliqui amb una síndrome del destret respiratori agut. Si bé no hi ha un consens sobre si augmenten la supervivència del malalt o no, diversos estudis observacionals han posat l'accent sobre la millora simptomatològica i del nivell d'oxigenació que produeixen quan s'administren a determinats individus en aquestes circumstàncies, unes troballes que cal interpretar amb cautela.
El setembre de 2020, l'Agència Europea de Medicaments (EMA) va aprovar l'ús de dexametasona en adults i adolescents (a partir de dotze anys i amb un pes mínim de 40 kg que requereixen oxigenoteràpia suplementària.
Baricitinib
Al novembre de 2020, la FDA va concedir una autorització d'ús d'emergència (EUA) perquè el fàrmac baricitinib fos administrat a determinats pacients hospitalitzats amb sospita o confirmació de COVID-19, però només juntament amb remdesivir. En un únic assaig clínic, es va demostrar que aquesta teràpia combinada tenia un efecte beneficiós petit, però estadísticament significatiu, sobre els resultats de pacients hospitalitats en comparació amb l'administració de remdesivir sol. L'ús de baricitinib estava restringit a adults i nens de dos anys o més que necessitessin oxigen suplementari (ventilació mecànica o ECMO).
Tocilizumab
Després d'uns resultats inicials aparentment bons, la informació contradictòria obtinguda d'assajos clínics posteriors basats en l'ús compassiu del fàrmac administrat a malalts greus de COVID-19 ha fet que es qüestioni la seva eficàcia.
Ruxolitinib
Aquest inhibidor de la Janus cinasa s'ha emprat també com a medicació antiinflamatòria d'ús compassiu en malalts amb SDRA greu, especialment si no responen bé als corticoides i les possibilitats d'administració de fàrmacs alternatius són limitades.

#### Prevenció de la trombosi
S'ha observat que els medicaments per prevenir la coagulació de la sang i la teràpia anticoagulant amb heparina de baix pes molecular s'associen amb un curs més favorable de la COVID-19 greu que mostra signes de coagulopatia (elevació del dímer-D) i, per tant, també a un increment del temps de supervivència dels malalts que presenten aquest problema.

### Oxigenoteràpia
La majoria de casos de COVID-19 no són prou greus per a requerir ventilació mecànica (ajuda artificial per a respirar), llavors amb una oxigenoteràpia amb ulleres nasals o mascareta serà suficient. Pot ser convenient complementar l'administració d'oxigen amb la de solucions de piruvat de sodi nebulitzades.

#### Ventilació mecànica
Tot i la poca informació publicada (a març del 2020), el 26% dels pacients hospitalitzats amb la COVID-19 requereixen d'ingrés a l'UCI, dels quals un 47% requeriran ventilació mecànica i un 11% suport amb oxigenació per membrana extracorpòria, és a dir, al voltant del 4% del total de pacients hospitalitzats. La posició en decúbit pron en aquests pacients intubats redueix la seva mortalitat sent una pràctica hospitalària especialment efectiva quan s'adopta de manera precoç.,
Els respiradors haurien de tenir control de pressió i PEEP elevats (que sovint no estan disponibles en els ventiladors més antics i de transport) per tal de maximitzar el lliurament d'oxigen alhora que es minimitza el risc de lesions pulmonars i pneumotòrax associades al respirador.
Alguns metges recomanen l'ús de la ventilació mecànica invasiva perquè aquesta tècnica limita la propagació de vectors de transmissió aerosolitzada. Els casos més greus són els més habituals en els adults més grans (els majors de 60 anys i sobretot els majors de 80 anys). Molts països desenvolupats no tenen prou llits hospitalaris per capita per afrontar una pandèmia que requereixi molts ingressos en un breu període, la qual cosa limita la capacitat del sistema sanitari d'absorbir la pujada sobtada del casos de COVID-19 prou greus per requerir hospitalització. Aquesta capacitat limitada és un factor important de la necessitat d'aplanar la corba (per mantenir la velocitat amb què es produeixen nous casos i, per tant, el nombre de persones malaltes en un moment del temps).

#### ECMO
El protocol clínic del Ministeri de Sanitat Espanyol recomana l'ús d'oxigenació per membrana extracorpòria (ECMO) per a pacients amb síndrome del destret respiratori agut (SDRA) els quals persisteixen amb insuficiència respiratòria aguda greu i importants dificultats de ventilació tot i haver seguit progressivament el protocol: oxigenoteràpia, ventilació mecànica no invasiva (VNI) i ventilació mecànica invasiva. S'indica l'ús d'ECMO veno-venosa a excepció que existeixi aturada cardíaca, valorant-se en aquest cas emprar la tècnica veno-arterial. A Catalunya, els 4 principals centres hospitalaris de Barcelona, disposen d'aquesta tecnologia. En alguns d'aquests malalts pot ser beneficiós complementar l'ECMO amb radioteràpia toràcica a dosis tolerables per tal de reduir la hiperinflamació dels pulmons.
Des d'inicis del febrer de 2020, el personal sanitari de la Xina ha estat emprant l'ECMO com a suport complementari per a pacients que presenten pneumònia vírica aguda associada a la infecció per SARS-CoV-2 (COVID-19); quan, tot i la ventilació mecànica invasiva, els nivells d'oxigenació sanguínia es mantenen massa baixos (hipoxèmia) per a sostenir el pacient. Els primers informes indiquen que ajuda a restaurar la saturació d'oxigen en sang dels pacients i a la reducció de víctimes mortals entre el 3% aproximadament dels casos greus en què s'ha utilitzat.

### Tecnologies de la informació
El febrer de 2020, la Xina va llançar una aplicació mòbil per tractar el brot de la malaltia. Es demana als usuaris que introdueixin el seu nom i número d'identificació. L'aplicació és capaç de detectar un "contacte proper" mitjançant dades de vigilància i, per tant, un risc potencial d'infecció. Tots els usuaris també poden comprovar l'estat d'altres tres usuaris. Si es detecta un risc potencial, l'aplicació no només recomana l'auto-quarantena, sinó que també alerta els funcionaris sanitaris locals.
S'utilitzen en molt països, -entre ells Corea, Taiwan i Singapur- pel control sanitari de les persones infectades i els contactes amb aquestes, anàlisis de dades massives de dades recollides dels telèfons mòbils, incloent el seu seguiment GSM i reconeixement facial. El març del 2020, el govern israelià va permetre a les agències de seguretat fer un seguiment de les dades de telefonia mòbil de persones que suposadament tenien coronavirus. Es va prendre la mesura per fer complir la quarantena i protegir els que podrien entrar en contacte amb ciutadans infectats. D'aleshores ençà, molts països han implementat apps per al rastreig de contactes.
El 18 de març, la Generalitat de Catalunya va posar en marxa una aplicació mòbil per a fer una detecció i seguiment dels pacients amb COVID-19.
Per una altra banda, la incorporació de la telemedicina als sistemes de cooperació mèdica i resposta sanitària durant aquesta crisi ha estat de gran ajuda des del seu inici, particularment pel que fa a l'avaluació remota de les proves radiològiques.

### Suport psicològic
Les persones poden patir estrès, depressió o angoixa a causa de la quarantena, restriccions de viatge, efectes secundaris del tractament o por de la pròpia infecció. Un col·lectiu molt afectat per aquestes alteracions psicoemocionals és el dels professionals de la salut. Uns altres grups de persones particularment proclius a sofrir problemes psicològics similars relacionats amb la pandèmia són els familiars dels infectats, com també -per diversos motius- les dones i la gent gran.

## Prevenció

Corbes epidèmiques sense actuació de distanciació i amb actuació.

Com que no s'espera que una vacuna contra el SARS-CoV-2 estigui disponible abans del 2021, una qüestió clau en la gestió de la pandèmia COVID-19 és intentar disminuir el pic de l'epidèmia i aplanar la corba epidèmica, a través de diverses mesures que pretenen reduir la taxa de noves infeccions. La disminució del nombre reproductiu bàsic, o "R0", ajuda a disminuir el risc de tensionar o col·lapsar els serveis sanitaris, permetent un millor tractament dels casos greus actuals i proporcionant més temps perquè es desenvolupi una vacuna i un tractament; amb una "R0" inferior a 1 la infecció tendirà a desaparèixer i si és superior a 1 a augmentar.
Les organitzacions sanitàries mundials han publicat mesures preventives per reduir les possibilitats d'infecció. Les recomanacions són similars a les publicades per a altres coronavirus:
- Mantenir-se a distància de les altres persones: quedar-se a casa, evitar viatges i activitats públiques. Aquesta mesura es considera essencial per controlar l'expansió de la malaltia.[655]
- Rentada de mans freqüent amb aigua i sabó i almenys durant 20 segons; no tocar-se els ulls, el nas o la boca amb les mans no rentades. També s'ha recomanat l'ús d'un desinfectant de mans a base d'alcohol amb almenys un 60% d'alcohol, però només quan l'aigua i el sabó no estan disponibles.[652][656] Estudis posteriors indiquen que una concentració del 30% d'etanol en aquest productes és l'òptima davant el SARS-Cov-2 i altres virus encapsulats.[657]
- Tapar-se la boca en tossir o esternudar en un mocador de paper, i després llençar-lo a les escombraries; i si no es té un mocador a mà, fer-ho en el colze del braç doblat.
- Inicialment es va recomanar l'ús de màscaretes només per a aquelles persones amb COVID-19 o sospitoses d'estar afectades, i també per a aquells que estiguessin cuidant algú amb una sospita d'infecció, però no per al públic en general.[658] Alguns països ja van recomanar (o obligar) que també les persones sanes portessin mascaretes, particularment a la Xina,[659][660] Hong Kong[661] i Tailàndia.[662] Per al Centre Europeu de Prevenció i Control de Malalties (ECDC) les màscaretes "... es podrien considerar especialment quan es visiten espais tancats amb gent ..." però "... només com a mesura complementària ...".[663] Així el seu ús s'ha anat fent extensiu (per a qualsevol persona) a Espanya,[664] Itàlia (la regió de la Llombardia),[665] Rússia,[666] els Estats Units,[667] Japó,[668] França[669] i el Regne Unit.[670]

L'acaparament i l'especulació amb les mascaretes, amb un preu de les mascaretes sis vegades superior al existent en circumstàncies normals, tres vegades el dels respiradors N95 i el doble el de la roba de protecció d'índole sanitària, van empitjorar la possibilitat de posar-se-les. Per regla general les màscares N95 són d'un sol ús, però davant la magnitud de la crisis s'han publicat guies sobre els mètodes correctes a seguir si es necessari reutilitzar-les o sobre la possibilitat d'utilitzar alternativament màscares elastomèriques. Alguns experts sanitaris consideren que el fet de portar mascaretes no-mèdiques de qualitat i altres revestiments facials com bufandes o passamuntanyes és una bona manera d'evitar que les persones es toquin la boca i el nas, encara que no protegeixin contra un esternut o tos directes d'una persona infectada. Segons un estudi de la Northeastern University la combinació de dues mascaretes (una quirúrgica i una altra de roba elaborada adequadament) augmenta la protecció davant el virus, al afegir una capa de filtratge més i ajustar-se millor a la cara. Experiments realitzats per investigadors dels NIH de Bethesda indiquen que l'augment de la humitat de l'aire que s'inspira a través de les mascaretes podria ser un dels factors implicats en la minimització de la gravetat simptomatològica produïda quan s'empra aquest element protector.
A molts països s'han implementat mesures de quarantena per a persones procedents d'altres indrets, posant una particular atenció en les que arriben als seus aeroports.
Especialment per a personal cuidador de grups de risc, com ara ancians, per tal d'ajudar a determinar quan caldria demanar assistència mèdica, és recomanable també enregistrar periòdicament dades mèdiques simples, com ara la temperatura amb un termòmetre i la saturació d'oxigen en sang amb dispositius com un pulsioxímetre.
La detecció de persones que hagin passat la malaltia amb poca o nula simptomatologia és important degut a la possibilitat de ser vectors de la malaltia o per valorar-ne la necessitat del seu aïllament. Així les proves "ràpides", que es basen en la detecció de IgM i IgG en una mostra de sang del dit, si bé no estarien indicats en el diagnòstic de la malaltia, podrien ser útils en l'estudi epidemiològic i la valoració de la necessitat d'aïllament o distanciació social, en funció d'aquests marcadors d'immunitat al virus.
Per als professionals sanitaris que cuiden pacients amb infecció confirmada o sospitada de COVID-19, els CDC recomanen col·locar el pacient en una habitació individual d'aïllament d'infecció per aire (amb pressió negativa si s'han de realitzar maniobres que puguin ocasionar aerosols, com poden ser aspiració de mocs o inducció de tossir per eliminar esputs), a més d'utilitzar les mesures estàndard i de prevenció de contacte. També s'aconsella als professionals mesures específiques en tornar a casa, com canviar-se la roba, apartar tot el que duen i dutxar-se.

### Vacunes
El vaccí contra la COVID-19 o vacuna contra la COVID-19 és una vacuna destinada a proporcionar immunitat adquirida contra la COVID-19. Abans de la pandèmia COVID-19, els treballs per desenvolupar una vacuna contra les malalties del coronavirus SARS i MERS van establir un coneixement considerable sobre l'estructura i la funció dels coronavirus, que van accelerar el desenvolupament ràpid durant principis del 2020 de variades plataformes tecnològiques per a una vacuna contra la COVID-19. El 10 de gener de 2020, les dades de la seqüència genètica del virus SARS-CoV-2 es van compartir a través de GISAID i, el 19 de març, la indústria farmacèutica mundial va anunciar un compromís important per abordar la COVID-19.
En els assaigs de fase III, diverses vacunes COVID-19 van demostrar eficàcia fins al 95% en la prevenció d'infeccions simptomàtiques COVID-19.
S'ha publicat un reduït nombre de casos de trombocitopènia i trombosis venoses a diferents localitzacions corporals després de l'administració de determinades vacunes. Tot i ser un efecte advers seriós d'origen autoimmunitari, es pot tractar amb èxit.
Pel que fa als canvis cutanis que apareixen en la zona on s'injecten les vacunes, els més comuns són els corresponents a l'anomenat "Braç-Covid" (dolor transitori d'intensitat moderada i plaques eritematoses de mida diversa, ocasionalment amb un lleuger edema acompanyant, entorn de la puntura produïda per l'administració del fàrmac). Altres manifestacions cutànies que coincideixen amb la vacunació sense una altra causa demostrable poden ser erupcions de tipus divers, reactivació del virus de l'herpes zòster o empitjorament d'una psoriasi prèvia.

### Equips de protecció individual

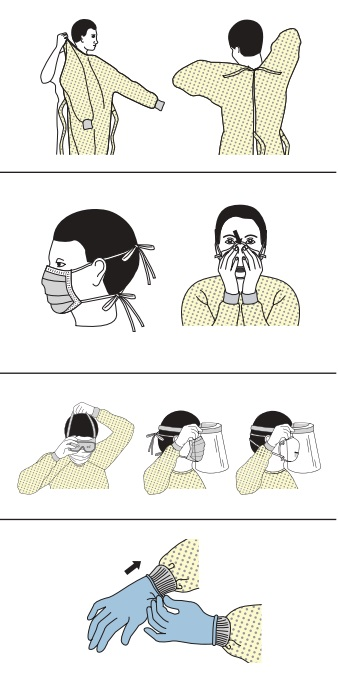
Quatre passos per posar-se un equip de protecció individual. Amb quatre passos: bata, mascareta, protector ocular i guants

Els CDC han especificat el tipus d'equip de protecció individual que els proveïdors de salut haurien d'utilitzar quan atenen a pacients potencialment afectats per la COVID-19, així com l'ordre correcte de col·locació dels seus components: 
1) bata,
2) mascareta autofiltrant, 3) protecció ocular, 4) guants mèdics.
El tractament de persones infectades pel virus inclou la presa de precaucions a l'hora d'aplicar maniobres terapèutiques, especialment quan es realitzen procediments que poden generar aerosols, com la intubació traqueal, la ventilació manual o l'administració de fàrmacs amb nebulitzador
Per posar-se l'EPI: primer cal posar la bata, després la mascareta autofiltrant, seguit per les ulleres o protector facial, i finalment guants que cobreixen els canells de la bata.

### Neteja de superfícies
Les superfícies es poden descontaminar amb diverses solucions (un minut d'exposició al desinfectant aconsegueix una reducció logarítmica de 4 del nombre de microorganismes existents en una superfície d'acer inoxidable). Una d'elles inclou un 62-71% d'etanol (alcohol de la farmàcia), un 50-100% d'isopropanol (alcohol isopropílic), un 0,1% d'hipoclorit de sodi (lleixiu), un 0,5% de peròxid d'hidrogen (aigua oxigenada) i un 0,2 –7,5 per cent de povidona iodada (Betadine® i similars). Altres solucions, com les de clorur de benzalconi i de gluconat de clorhexidina, són menys efectives. També es pot utilitzar la irradiació germicida ultraviolada. Els CDC recomanen que si se sospita o es confirma un cas de COVID-19 en una instal·lació com ara una oficina o guarderia, totes les àrees com oficines, banys, zones comunes, equips electrònics compartits com tauletes, pantalles tàctils, teclats, comandaments a distància i els caixers automàtics utilitzats per les persones malaltes haurien de ser desinfectats. Ara per ara, es creu que els temps de supervivència del SARS-CoV-2 sobre diverses superfícies sòlides estimats pels estudis de laboratori dissenyats en condicions controlades no es poden extrapolar a les existents en la vida real i que aquesta via de transmissió del virus té un paper molt secundari en la pandèmia. Les guies dels CDC relacionades amb aquesta forma de disseminació de la COVID-19 van clarificar les seves primeres indicacions especificant que es tracta d'una ruta de contagi molt poc comuna.

### Distanciament físic de seguretat
El distanciament social (o, més adequadament, distanciament físic de seguretat) inclou accions de control de la infecció destinades a frenar la propagació de la malaltia minimitzant el contacte estret entre individus. Els mètodes inclouen confinaments (o "quarantena"); restriccions per viatjar; i el tancament d'escoles, llocs de treball, estadis, teatres o centres comercials. Les persones poden aplicar mètodes de distanciament social quedant-se a casa, limitant els viatges, evitant zones concorregudes, fent salutacions sense contacte i distanciant-se físicament dels altres. Actualment, molts governs demanen o recomanen el distanciament a les regions afectades pel brot. La falta de cooperació amb mesures de distanciament en algunes zones ha contribuït a la propagació de la pandèmia. Les recomanacions inicials incloïen mantenir una distància de dos metres d'altres persones fora de la unitat familiar. No obstant això, els resultats de la investigació d'un petit brot ocorregut en un restaurant de Corea del Sud amb dispositius d'aire condicionat al sostre van suggerir que eren inadequades, ja que un client s'infectà després d'una breu exposició (5 minuts) a 6 metres de distància de qui era el portador del virus. En un estudi que va revisar la propagació del coronavirus en un restaurant de Guangzhou el 24 de gener, Any Nou xinès, els investigadors van trobar entre 21 comensals de tres famílies sense cap relació entre elles assegudes a tres taules adjacents que 10 havien contret la malaltia, el més llunyà dels infectats situat a 4,6 metres del pacient índex. Els corrents d'aire interior van facilitar el contagi al transportar les seves exhalacions contaminades amb el SARS-CoV-2. El nombre màxim en aglomeracions recomanada per organismes governamentals dels Estats Units i organitzacions sanitàries es va reduir ràpidament de 250 persones (si no hi havia COVID-19 difós en una regió) a 50 persones, i més tard a 10. Una revisió de la Cochrane va trobar que la quarantena primerenca amb altres les mesures de salut pública són efectives per limitar la pandèmia. No obstant, la millor manera d'adoptar i relaxar les polítiques és incerta, ja que les condicions locals varien i la necessitat d'interacció entre determinats grups d'individus depèn de molts factors.
Els adults majors i aquells amb afeccions mèdiques subjacents, com ara diabetis, malalties del cor, malalties respiratòries, hipertensió i amb sistemes immunitaris compromesos, tenen un major risc de patir malalties i complicacions greus i els CDC els han aconsellat que es quedin a casa el màxim possible a les zones amb transmissió comunitària.
A finals de març de 2020, l'OMS i altres organismes sanitaris van començar a substituir l'ús del terme "distanciament social" per "distanciament físic", per aclarir que l'objectiu és reduir el contacte físic mantenint les connexions socials, ja sigui virtualment o a distància. L'ús del terme "distanciament social" havia donat lloc a implicacions que les persones haurien de mantenir un aïllament social total, en lloc d'encoratjar-les a mantenir-se en contacte per mitjans alternatius. Algunes autoritats i institucions han publicat directrius de salut sexual per respondre a la pandèmia, que inclouen recomanacions per tenir relacions sexuals només amb algú amb qui convisqueu i que no tingui el virus ni els símptomes del virus.

### Confinament
S'ha recomanat l'aïllament personal a casa per als diagnosticats de COVID-19 i els que sospiten que han estat infectats. Les agències sanitàries han publicat instruccions detallades per a un aïllament adequat.
Molts governs han ordenat o recomanat el confinament per a poblacions senceres. Les instruccions de confinament més severes afecten a les persones que pertanyen als grups amb un alt risc de contagi. A aquells que poden haver estat exposats a algú amb COVID-19 i a aquells que han viatjat recentment a un país o regió amb transmissió generalitzada se'ls ha aconsellat fer quarantena durant 14 dies des del moment de l'última exposició possible.

### Ventilació i filtració d'aire
L'OMS recomana la ventilació i la filtració d'aire en espais públics per ajudar a eliminar els aerosols infecciosos.

### Dieta i estil de vida saludables
El manteniment correcte del sistema immunitari és un aspecte fonamental. Per tant, es recomana una dieta saludable que contingui els micronutrients necessaris, ser físicament actiu, controlar l'estrès psicològic i dormir prou. Les persones de pell fosca tenen un risc particular de patir una deficiència de vitamina D que pugui afectar el sistema immunitari.

## Història
Es creu que el virus és natural i té un origen animal, amb una transmissió entre espècies en la que l'hoste secundari no ha estat identificat encara. Les primeres infeccions humanes conegudes van ser a finals del 2019 a Wuhan (Hubei, Xina), on un 66% dels treballadors del mercat de marisc de la ciutat contragué la malaltia. Un estudi dels primers 41 casos confirmats de COVID-19, publicat el gener de 2020 a The Lancet, va informar de la primera data d'aparició dels símptomes el 1r de desembre de 2019. Les publicacions oficials de l'OMS van informar de l'aparició més primerenca dels símptomes el 8 de desembre de 2019. L'OMS i les autoritats xineses van confirmar la transmissió d'humans a humans el 20 de gener de 2020. Segons fonts oficials xineses, aquestes estaven relacionades principalment amb el mercat a l'engròs de mariscs de Huanan, que també venia animals vius. Al maig de 2020, George Gao, el director del Centre Xinès de Control i Prevenció de Malalties, va dir que les mostres d'animals recollides al mercat de productes del mar havien donat negatiu al virus, cosa que indicava que el mercat era el lloc d'un esdeveniment primerenc de propagació, però no el lloc del brot inicial. S'han trobat rastres del virus a les aigües residuals que es van recollir a Milà i Torí, Itàlia, el 18 de desembre de 2019.
Hi ha diverses teories sobre l'origen del primer cas (l'anomenat cas índex o "pacient zero"). Segons un informe no publicat del govern xinès, el primer cas es pot remuntar al 17 de novembre de 2019; la persona era un ciutadà de 55 anys a la província de Hubei. Hi havia quatre homes i cinc dones que es van infectar al novembre, però cap d'ells era "pacient zero". El desembre de 2019, la propagació de la infecció va ser gairebé totalment motivada per la transmissió entre humans. El nombre de casos de coronavirus a Hubei va augmentar gradualment, arribant a 60 el 20 de desembre i com a mínim a 266 el 31 de desembre. El 24 de desembre, l'Hospital Central de Wuhan va enviar una mostra del rentat broncoalveolar d'un cas clínic no resolt a l'empresa de seqüenciació Vision Medicals. Els dies 27 i 28 de desembre, Vision Medicals va informar l'Hospital Central de Wuhan i el CDC xinès dels resultats de la prova, mostrant un nou coronavirus. El 26 de desembre es va observar un brot de pneumònies de causa desconeguda i tractat pel metge Zhang Jixian a l'Hospital Provincial de Hubei, que va informar el CDC de Wuhan Jianghan el 27 de desembre. El 30 de desembre, un informe de proves dirigit a l'Hospital Central de Wuhan, de l'empresa CapitalBio Medlab, va declarar un resultat positiu erroni per al SARS, cosa que va provocar que un grup de metges de l'Hospital Central de Wuhan alertés els seus col·legues i autoritats hospitalàries pertinents del resultat. Aquell vespre, la Comissió de Salut Municipal de Wuhan va emetre un avís a diverses institucions mèdiques sobre el "tractament de la pneumònia de causa desconeguda". Vuit d'aquests metges, inclòs Li Wenliang (castigat el 3 de gener), van ser posteriorment amonestats per la policia per difondre rumors falsos, i un altre, Ai Fen, va ser increpat pels seus superiors per haver donat l'alarma.
La Comissió de Salut Municipal de Wuhan va fer el primer anunci públic d'un brot de pneumònia de causa desconeguda el 31 de desembre, que afectava a 44 malalts, suficients per iniciar una investigació microbiològica.
Durant les primeres etapes del brot, el nombre de casos es va duplicar aproximadament cada set dies i mig. A principis i mitjans de gener de 2020, el virus es va estendre a altres províncies xineses, ajudat per la migració de l'Any Nou xinès i Wuhan era un centre de transport i un gran intercanvi ferroviari. L'11 de gener, la Xina va confirmar la primera mort oficial per COVID-19 i, dies després, el 20 de gener, va informar de gairebé 140 casos nous en un dia, incloses dues persones a Pequín i una a Shenzhen. Dades oficials posteriors mostren que 6.174 persones ja havien desenvolupat símptomes i és possible que se n'haguessin infectat més. Un informe publicat a The Lancet el 24 de gener va indicar la transmissió humana, recomanant fermament equips de protecció individual per als treballadors de la salut i va dir que la prova del virus era essencial a causa del seu "potencial pandèmic". El 30 de gener, l'OMS va declarar el coronavirus com a emergència sanitària de preocupació internacional. En aquest moment, el brot es va estendre per un factor de 100 a 200 vegades.
El 31 de gener de 2020, Itàlia va tenir els seus primers casos confirmats, dos turistes de la Xina. A partir del 13 de març de 2020, l'Organització Mundial de la Salut (OMS) considerava Europa el centre actiu de la pandèmia. El 19 de març de 2020, Itàlia va superar la Xina com el país amb més morts. El 26 de març, els Estats Units havien superat la Xina i Itàlia amb el major nombre de casos confirmats del món. Les investigacions sobre els genomes del coronavirus indiquen que la majoria dels casos de COVID-19 a Nova York provenien de viatgers europeus, en lloc de directament de la Xina o de qualsevol altre país asiàtic. En tornar a provar mostres anteriors, es va trobar una persona a França que tenia el virus el 27 de desembre de 2019 i una persona als Estats Units que va morir de la malaltia el 6 de febrer de 2020.
L'11 de juny de 2020, després de 55 dies sense cap cas de transmissió local, Pequín va informar del primer cas COVID-19, seguit de dos casos més el 12 de juny. El 15 de juny es van confirmar oficialment 79 casos. La majoria d'aquests pacients van anar al mercat de distribució de menjar a l'engròs de Xinfadi, al sud de Pequín. En aquest brot, que afectà a 355 persones en total, el virus fou detectat en paquets de salmó segellats i mantinguts a baixa temperatura.
L'anàlisi retrospectiva dels anticossos presents en les mostres de sang d'individus asimptomàtics que van participar en un estudi sobre càncer de pulmó ha posat de manifest la circulació del virus a Itàlia ja des del setembre anterior. Un grup internacional d'experts, emprant un model matemàtic utilitzat en el càlcul de probabilitats de conservació de les espècies en perill de desaparèixer, suggereix que el SARS-Cov-2 hauria aparegut a la Xina entre principis d'octubre i mitjans de novembre de 2019. L'estudi estima que Espanya va ser el primer país europeu en registrar un cas de Covid-19, si bé en ell no s'aporten dades genòmiques que donin suport als seus resultats.
Durant l'any 2019 el nombre d'articles científics relacionats amb la COVID-19 indexats a PubMed fou de cinc, mentre que el 22 de juny de 2020 era ja de 24.641. Aquesta enorme quantitat de publicacions sobre una mateixa patologia en un temps tan curt, moltes d'elles sense una adequada avaluació d'experts i algunes amb dades fraudulentes o clarament errònies. és una circumstància insòlita.
Davant la mancança de respiradors es van endegar i posar en marxa diversos projectes de construcció d'aparells més senzills que els convencionals a diversos països, alguns amb dissenys de codi obert, com a Catalunya amb OxyGEN, o només de suport per la UB.

## Epidemiologia
Els casos es van identificar inicialment a Wuhan, capital de la província de Hubei a la Xina, el desembre de 2019. Posteriorment, s'han informat infeccions a tot el món. Els casos que es van informar fora de la Xina van ser principalment en persones que havien viatjat recentment a la Xina continental, però també hi va haver alguns casos de transmissió local.
Our World in Data afirmava (25 de març de 2020) que no es pot calcular amb exactitud la taxa de letalitat. Cap a finals de febrer, l'OMS estimava que la taxa (referida a infecció o IFR) oscil·lava del 0,37 per cent al 2,9 per cent. Els CDC estimen, amb finalitats de planificació, que la taxa de mortalitat entre els que són simptomàtics és del 0,4% (0,2% a 1%) i que el 35% de les persones infectades són asimptomàtiques, amb una taxa global de mortalitat per infecció del 0,26% (a partir del 20 de maig).
El 9 de febrer de 2020 es va detectar el primer cas a l'Hospital Universitari Son Espases de Mallorca, i el 25 es va detectar el primer cas a Catalunya, a Barcelona, i al País Valencià a Borriana.

### Afectació segons el gènere
L'impacte de la pandèmia i la seva taxa de mortalitat són diferents entre homes i dones. La mortalitat és més gran en homes en estudis realitzats a la Xina i Itàlia. El major risc per als homes es troba en la sisena decàda de la vida, aquest major risc desapareix a partir dels 90 anys. A la Xina, la taxa de mortalitat va ser del 2,8 per cent en els homes i de l'1,7% en les dones. No es coneixen les raons exactes d'aquest fenomen epidemiològic, però algunes d'elles podrien estar relacionades amb factors genètics i de comportament. Unes diferències immunològiques basades en el sexe, una menor prevalença de fumar en dones i el fet que els homes desenvolupen condicions comòrbides -com la hipertensió- a una edat més jove que les dones podrien contribuir a la major mortalitat en el sexe masculí. A Europa, dels infectats amb COVID-19, el 57% eren homes; dels infectats amb COVID-19 que també van morir, el 72% eren homes. Les investigacions han demostrat que malalties víriques com l'Ebola, el VIH, la grip i la SARS afecten els homes i les dones de manera diferent. Un percentatge més gran de treballadors sanitaris, en particular les infermeres, són dones i tenen una possibilitat més elevada d'exposar-se al virus. Els diferents rols en la llar, l'accés al treball i a l'assistència sanitària poden afectar de manera diferent els gèneres i possiblement exagerar la disparitat de gènere existent.

### Afectació per raons socioètniques
Als Estats Units, hi ha hagut una proporció més alta de morts a causa de COVID-19 entre els afroamericans. Els factors estructurals que impedeixen que els afroamericans practiquin el distanciament social inclouen la seva concentració en habitatges poblats i en ocupacions "essencials" com el transport públic i l'atenció sanitària. Una major prevalença de manca d'assegurança i atenció sanitàries i de malalties subjacents com ara diabetis, hipertensió i malalties cardiovasculars també augmenten el risc de mort. Problemes similars afecten les comunitats llatinoamericanes i de nadius americans.
Al Regne Unit es va produir una proporció més gran de morts per culpa de COVID-19 en les comunitats negres, asiàtiques i d'altres minories ètniques que en les d'origen britànic, però s'ha proposat que raons de tipus genètic en aquestes poblacions podrien tenir un pes important en la morbiditat i mortalitat, més enllà de les raons socioeconòmiques.

### Casos en no-humans
Si bé es creu que la malaltia té un origen zoonòtic, els humans semblen capaços de transmetre el virus també a alguns altres animals (un fenomen infreqüent anomenat antropozoonosi). Un gat domèstic a Liège es va donar positiu després que comencés a presentar símptomes (diarrea, vòmits, dificultat en respirar) una setmana després que el seu propietari donés també positiu i a Catalunya fou detectada una infecció subclínica pel virus en un altre gat portador d'una cardiomiopatia hipertròfica, pertanyent a una família amb membres afectats per la COVID-19. Els tigres del zoològic del Bronx van resultar positius pel virus i van mostrar símptomes de la COVID-19, inclosa tos seca i pèrdua de la gana, d'igual manera que els lleons del zoo de Barcelona, les panteres de les neus del zoo de Louisville (Kentucky) i els goril·les del Zoo de San Diego. S'ha identificat la presència del SARS-CoV-2 en mostres nasals de cérvols de Virgínia salvatges. Un estudi sobre animals domesticats inoculats amb el virus va descobrir que els gats i les fures semblen "altament susceptibles" a la malaltia, mentre que els gossos semblen menys susceptibles, amb menors nivells de replicació viral. L'estudi no va trobar proves de replicació viral en porcs, ànecs i pollastres. A Ciudad Real s'identificaren diversos casos d'infecció natural pel SARS-CoV-2 en fures destinades a la caça de conills. Segons un treball experimental, la transmissió del virus entre els gats domèstics és possible. També s'ha detectat el virus en visons criats a diverses granges dels Països Baixos i les investigacions realitzades suggereixen que podria haver-se produït un cas de transmissió vírica des dels animals a un granger. El Govern d'Aragó ordenà l'eliminació de desenes de milers de visons d'una granja de Terol, davant la possibilitat d'un contagi creuat entre aquests mustèlids i els seus criadors. Al descobrir en els visons de Jutlàndia una nova combinació de mutacions en el virus potencialment perillosa pels humans, anomenada clúster 5, el govern danès ha decidit implementar diverses mesures, incloent el sacrifici de tots els exemplars existents a les granges del país (uns 17 milions).
Segons el registre de l'USDA corresponent a l'agost de 2020, dotzenes de gats i gossos domèstics havien resultat positius en els tests per detectar la infecció, Els CDC dels EUA afirmen que, ara per ara, no hi ha suficients proves de la transmissió del virus als humans provinent de les seves mascotes. En tot cas, recomanen que les persones potencialment infectades evitin el contacte proper amb els animals de companyia. Existeixen proves ELISA que permeten comprovar l'existència d'anticossos contra el SARS-CoV-2 en el sèrum d'una gran quantitat d'espècies animals. Seül és la primera ciutat on s'ha implementat un programa sistemàtic de detecció del virus en mascotes.
Es desconeix si els grans simis poden infectar-se amb COVID-19, però es creu que per causes genètiques relacionades amb la distribució dels ECA2 són les espècies del Vell Món les que tenen un major risc potencial d'adquirir la malaltia. En qualsevol cas, molts santuaris de primats estan preocupats per la possible transmissió des dels humans, com passa amb altres virus respiratoris.
Una anàlisi comparativa de les similituds genòmiques entre el receptor ECA2 humà i el d'una àmplia llista d'animals vertebrats realitzada per la Universitat de Califòrnia a Davies amb la col·laboració d'altres centres de recerca dels EUA, Irlanda, Xina, Alemanya i Suècia, posa de manifest la possibilitat que molts d'ells siguin vulnerables al SARS-CoV-2, incloent un considerable nombre d'espècies en perill d'extinció. Sota determinades circumstàncies, diverses espècies de mamífers marins podrien adquirir la malaltia a través d'aigües residuals contaminades pel virus.
Segons diversos estudis, la variant B.1.1.7 també pot afectar gats i gossos. A l'Índia s'ha comprovat la presència de la variant Delta del SARS-CoV-2 en lleons asiàtics. i a Espanya en gossos.

## Societat i cultura

### Desinformació
Després del brot inicial de COVID-19, la informació falsa i la desinformació sobre l'origen, l'escala, la prevenció, el tractament i altres aspectes de la malaltia es van estendre ràpidament en línia i a través d'altres mitjans de comunicació, ajudant a augmentar els dubtes i l'angoixa d'un gran nombre de persones arreu del món com a conseqüència de la difusió d'una allau de missatges: pseudocientífics, amb ànim de lucre o motivats per la propaganda política. Una de les primeres i més difoses teories sense el suport de cap evidència científica va ser la de la implicació de la tecnologia 5G en l'origen i/o expansió de la pandèmia.

### Altres problemes de salut
La pandèmia ha tingut molts impactes en la salut mundial més enllà dels causats per la mateixa malaltia COVID-19. Ha provocat una reducció de les visites hospitalàries per altres motius. Hi ha hagut un 38% menys de visites hospitalàries relacionades amb els símptomes d'un atac de cor als Estats Units i un 40% menys a Espanya. El cap de cardiologia de la Universitat d'Arizona va dir: “La meva preocupació és que algunes d'aquestes persones moren a casa perquè tenen massa por d'anar a l'hospital. També hi ha la preocupació que a les persones amb accidents cerebrovasculars i apendicitis no siguin atesos oportunament. L'escassetat de subministraments mèdics ha afectat al personal sanitari, i no sanitari amb problemes de salut. L'endarreriment a causa de la pandèmia dels programes dirigits al diagnòstic precoç de diversos tipus de càncer ha comportat que els tumors es detectin en estadis més avençats, complicant el seu tractament i reduint les possibilitats de curació. A L'Estat espanyol s'ha observat un augment dels casos d'escabiosi durant els confinaments domiciliaris. En diversos països hi ha hagut una reducció significativa de la propagació de les infeccions de transmissió sexual, inclosa per VIH, atribuïble a les quarantenes del COVID-19 i a les mesures de distanciament social. De la mateixa manera, en alguns llocs, les taxes de transmissió de la grip i altres virus respiratoris van disminuir significativament durant la pandèmia. La pandèmia també ha repercutit negativament en la salut mental a nivell mundial, incloent l'augment de la solitud derivada del distanciament social i de casos de suïcidi en col·lectius vulnerables. També ha provocat una disminució de l'esperança de vida de la població global, així com que durant l'any 2020 uns 17 milions de nens d'arreu del món no rebessin cap vacuna rutinària.

## Recerca
Per tal de millorar i accelerar l'intercanvi de dades entre investigadors a nivell mundial, l'Institut Europeu de Bioinformàtica ha començat a desenvolupar la plataforma europea de dades COVID-19. Això facilita a la comunitat científica una eina de gran utilitat per entendre la biologia, l'epidemiologia, la transmissió i l'evolució del virus. Un dels majors reptes en aquesta etapa és trobar maneres d'accedir i compartir ràpidament dades i resultats que facin possible una diagnosi més acurada i ràpida i el disseny de tractaments i vacunes efectives. La plataforma europea de dades COVID-19 té com a objectiu afrontar aquest repte proporcionant una plataforma oberta, de confiança i escalable on els investigadors puguin emmagatzemar i compartir conjunts de dades rellevants. També crearà un espai informàtic compartit on col·laboren científics i treballadors de salut pública. La plataforma europea de dades COVID-19 consta de dos components connectats: SARS-CoV-2 Data Hubs, que organitzaran el flux de dades de seqüències del brot i proporcionaran un intercanvi complet de dades obertes per a les comunitats de recerca europees i mundials; i el Portal COVID-19, que reunirà i actualitzarà contínuament conjunts de dades i eines pertinents en relació amb la COVID-19. La plataforma CORDITE (CORona Drug InTEractions database), desenvolupada per la Universitat de Marburg, té com a objectiu concret recopilar de forma automàtica informació provinent de diverses bases de dades especialitzades sobre estudis in vitro o computeritzats referents a fàrmacs amb capacitat potencial per ser útils contra el SARS-CoV-2, així com dels assajos clínics registrats als NIH estatunidencs. Basant-se en la informació existent en la iniciativa GISAID, científics xinesos han confirmat l'existència d'una soca de SARS-CoV-2 amb una mutació al gen ORF3a, d'efectes impredictibles ara per ara pel que fa a la capacitat d'expansió global de la COVID-19, en casos importats provinents de França. Una altra soca amb un nombre inusual de canvis genètics que afecten predominantment a la proteïna S del virus -sent la mutació N501Y la que més preocupa als experts- i que té una possible capacitat de contagi molt important, anomenada en un principi B.1.1.7 i poc després VUI 202012/01, va ser identificada al Regne Unit al començament de la tardor de 2020. Cal afegir a les precedents la variant 501.V2, detectada a Sud-àfrica el desembre de 2020 i que comparteix la mutació N501Y amb la VUI 202012/01.
Un equip de viròlegs britànics treballa en un projecte destinat a obtenir una combinació d'anticossos monoclonals d'acció perllongada, anomenada AZD7442, que podria evitar que qui hagi estat exposat al virus desenvolupi la malaltia. El fàrmac proporcionaria -si els resultats dels assajos clínics en curs ho confirmen- immunitat instantània contra la infecció durant 6-12 mesos i seria molt útil com a medicament d'emergència per contenir nous brots. L'impacte del ràpid increment de variants del SARS-CoV-2 amb mutacions en la seva proteïna S sobre l'eficàcia dels anticossos monoclonals aprovats fins ara per tractar precoçment la COVID-19 ha impulsat la recerca d'algoritmes actualitzats que incorporin les noves dades disponibles, amb el propòsit de facilitar la presa de decisions clíniques a l'hora d'aplicar aquest tipus de teràpia.
La plitidepsina (una substància antitumoral provinent del tunicat Aplidium albicans, comercialitzada amb el nom d'Aplidin®), ha mostrat una eficàcia contra el SARS-CoV-2 notablement superior a la del remdesivir en cultius cel·lulars i models murins, ja que té una alta capacitat per inhibir la replicació intracel·lular del virus. També experimentalment i en ratolins, la salicilanilida, un compost antihelmíntic derivat de la salicilamida que té l'aprovació de la FDA, impedeix el mecanisme d'endocitosi que el SARS-CoV-2 utilitza per depositar el seu material genètic dins de les cèl·lules infectades i evita l'alliberament massiu de citocines inflamatòries provocat pel virus. In vitro, determinats inhibidors no covalents de la proteasa han mostrat ser actius contra la SDRA produïda pel SARS-CoV-2 i el SARS-CoV.
Els resultats d'un estudi estadístic multivariant fet per investigadors austríacs indiquen que l'alt nivell de quinurenina (un enzim producte del metabolisme del triptòfan) en sang és un biomarcador vàlid per predir l'increment del risc de mortalitat en els infectats pel SARS-CoV-2, ja des del moment de la primera determinació positiva de la presència del virus en ells.
Amb l'objectiu de crear un model acurat de la dinàmica de propagació temporal de la COVID-19 que pugui emprar-se com a eina per la presa de decisions en la lluita contra la pandèmia i per la modelització de qualsevol altra malaltia infecciosa en el futur, experts em processos matemàtics aplicats a l'epidemiologia de la Universitat Charles Sturt han portat a terme un estudi basat en el mètode de Montecarlo. Emprant una combinació de models estadístics ARIMA (acrònim anglès d'Autoregressive integrated moving average), nombre d'habitants i de casos actius (segons la informació disponible al juny de 2020) i funcions polinòmiques s'ha desenvolupat un procediment d'anàlisi matemàtica per predir l'expansió de la malaltia en sis continents amb un baix error quadràtic mitjà. La fiabilitat d'aquesta eina de software epidemiològic necessita actualitzar les dades periòdicament i podria incorporar més variables en un futur.
L'Eurecat, amb el suport del Centre per al Desenvolupament Tecnològic i Industrial, està desenvolupant el projecte PROCEED (COI-20201289); el qual, emprant l'anàlisi de dades mitjançant IA i aprenentatge automàtic, té com objectiu predir de manera precisa el comportament d'aquesta i altres futures pandèmies amb un mes d'antelació.
Ja que en la TC de tòrax la pneumònia causada per la COVID-19 pot tenir manifestacions similars a altres processos pneumònics de diferent etiologia, s'han proposat i dissenyat diversos sistemes d'IA amb la intenció d'aconseguir un diagnòstic més precís.
Hi ha ha una gran quantitat de recerca relacionada amb la COVID-19, que inclou múltiples línies d'investigació sobre un ampli ventall d'aspectes propis d'aquesta malaltia i publicacions accelerades per satisfer la demanda global de novetats científiques. Per minimitzar l'impacte de la desinformació, es recomana als professionals mèdics i al públic que esperin canvis ràpids en la informació disponible, que estiguin atents a retractacions i a altres actualitzacions provinents de fonts acreditades.